# Église Notre-Dame-de-Tout-Espoir
L'église Notre-Dame-de-Tout-Espoir est une église catholique située dans la commune de Saint-Genès-de-Lombaud, dans le département de la Gironde, en France.

## Localisation
L'église est située au cœur du bourg, dans le chemin du Bourg, en face de la route de l'Église.

## Historique
L'église est édifiée au XIe siècle sur l'emplacement d'un lieu de culte gallo-romain, des fouilles autour de l'église ayant permis de retrouver des fragments de mosaïques, des tuiles romaines et un petit autel votif.
Au XIIe siècle, elle est reconstruite et devient le siège d'un pèlerinage à la Vierge noire.
La partie basse de la façade occidentale, et le chœur à chevet plat sont appareillés en pierres de taille romanes et sont du XIIe siècle. Certaines parties du gouttereau sud sont montées en petits moellons préromans.
À l'origine, la nef n'était pas voûtée et couverte d'une toiture dont la charpente devait être apparente et le chœur couvert d'une voûte sur croisée d'ogives. Avec l'affluence des pèlerins, l'église est agrandie, au XIIIe siècle, d'un bas-côté de deux travées voûtées, l'une sur croisée d'ogives, l'autre en berceau.
Au XVIIe siècle, une porte est ouverte dans la façade sud et, au XVIIIe, une sacristie est construite.
Le clocher-mur à deux baies est plus récent. Il pourrait s'agir du remplacement, à l'identique, d'un ancien clocher-mur.
L'édifice est construit sur une forte pente et il y a une grande différence de niveau entre le portail et le sol de la nef. On y descend par un escalier de quinze marches. L'église a une autre particularité, sans doute dû à la configuration du terrain : elle est orientée du sud-est (chevet) au nord-ouest (portail), au lieu de l'être de l'est à l'ouest.

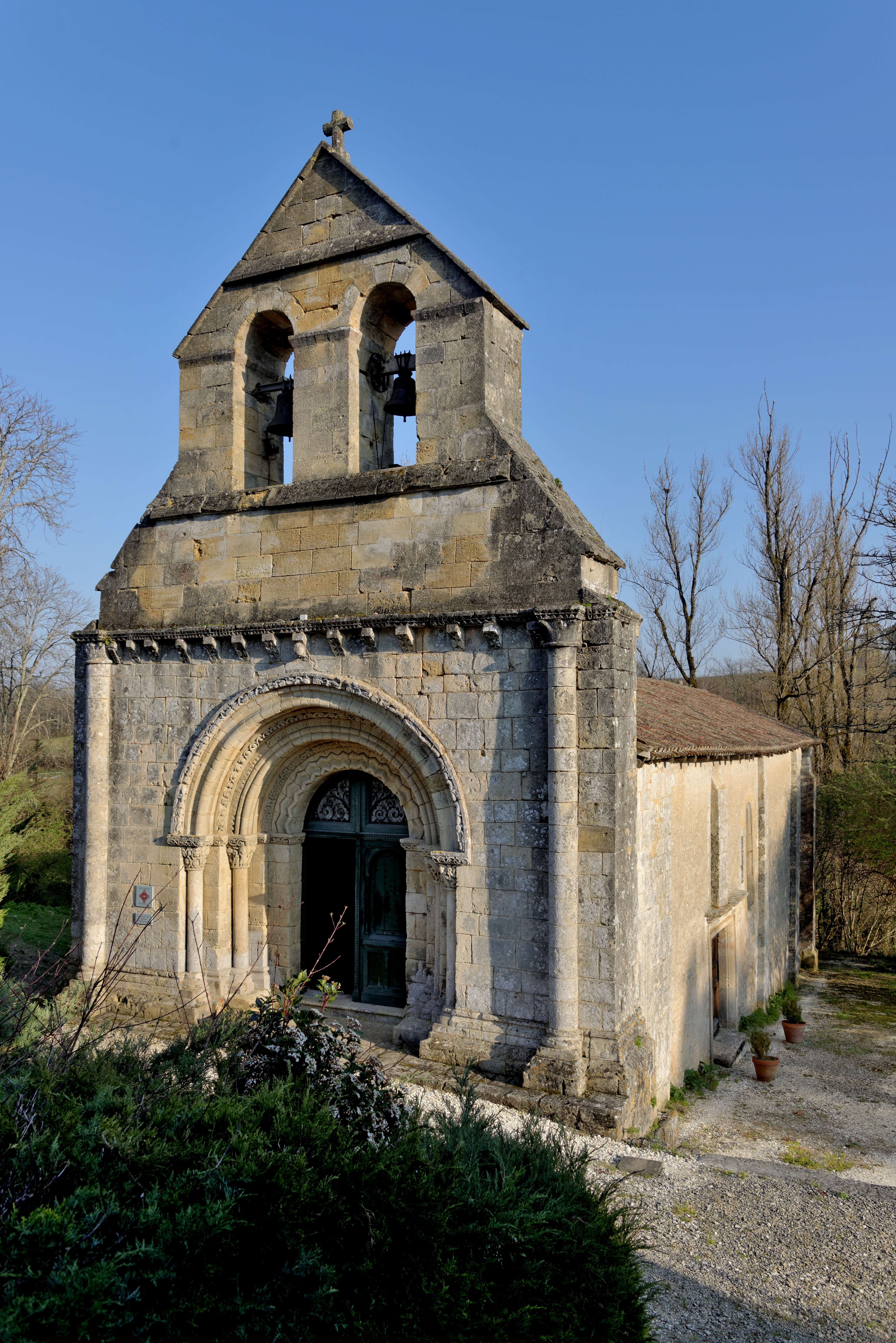
Façades nord-ouest (portail) et sud-ouest
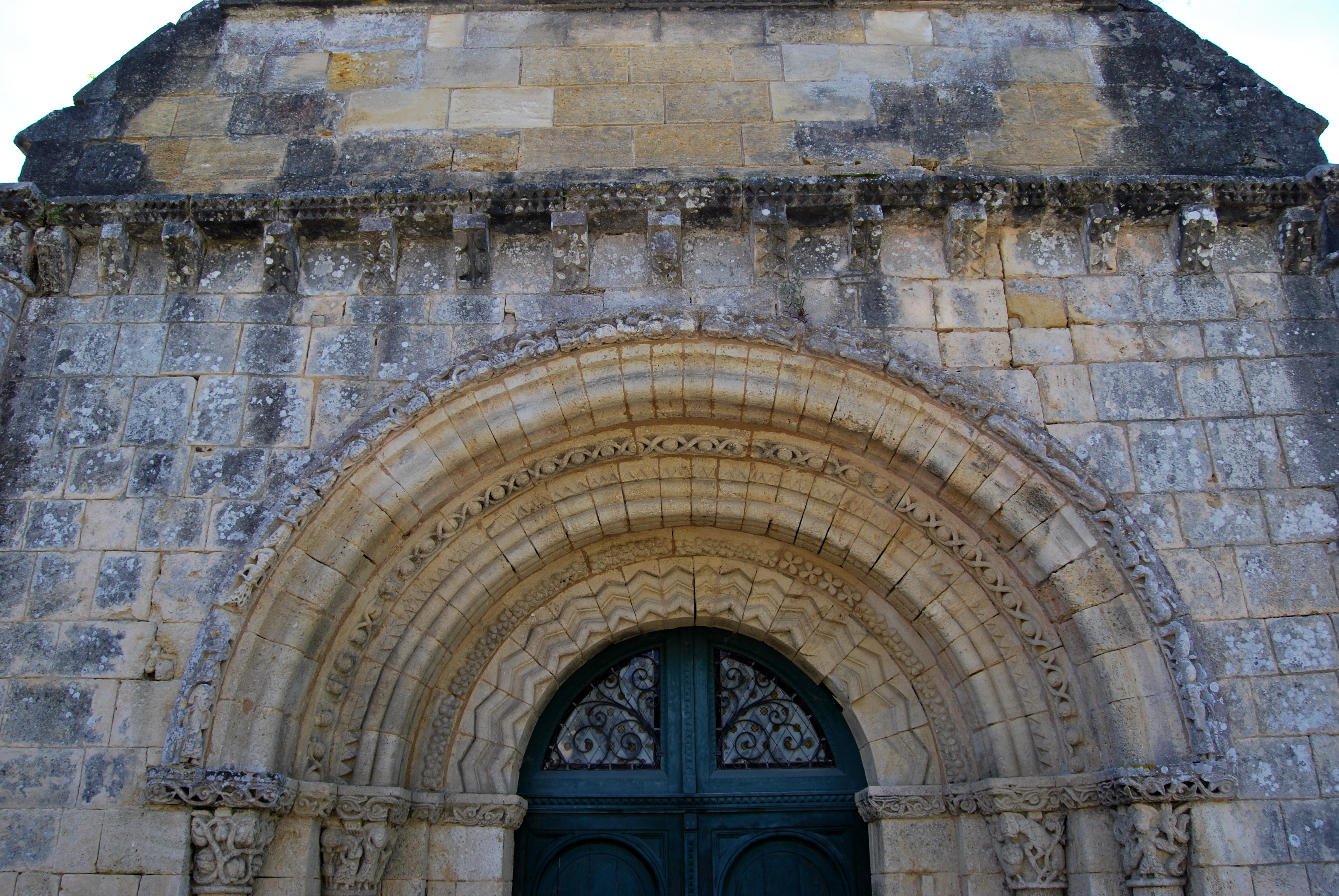
Portail et modillons
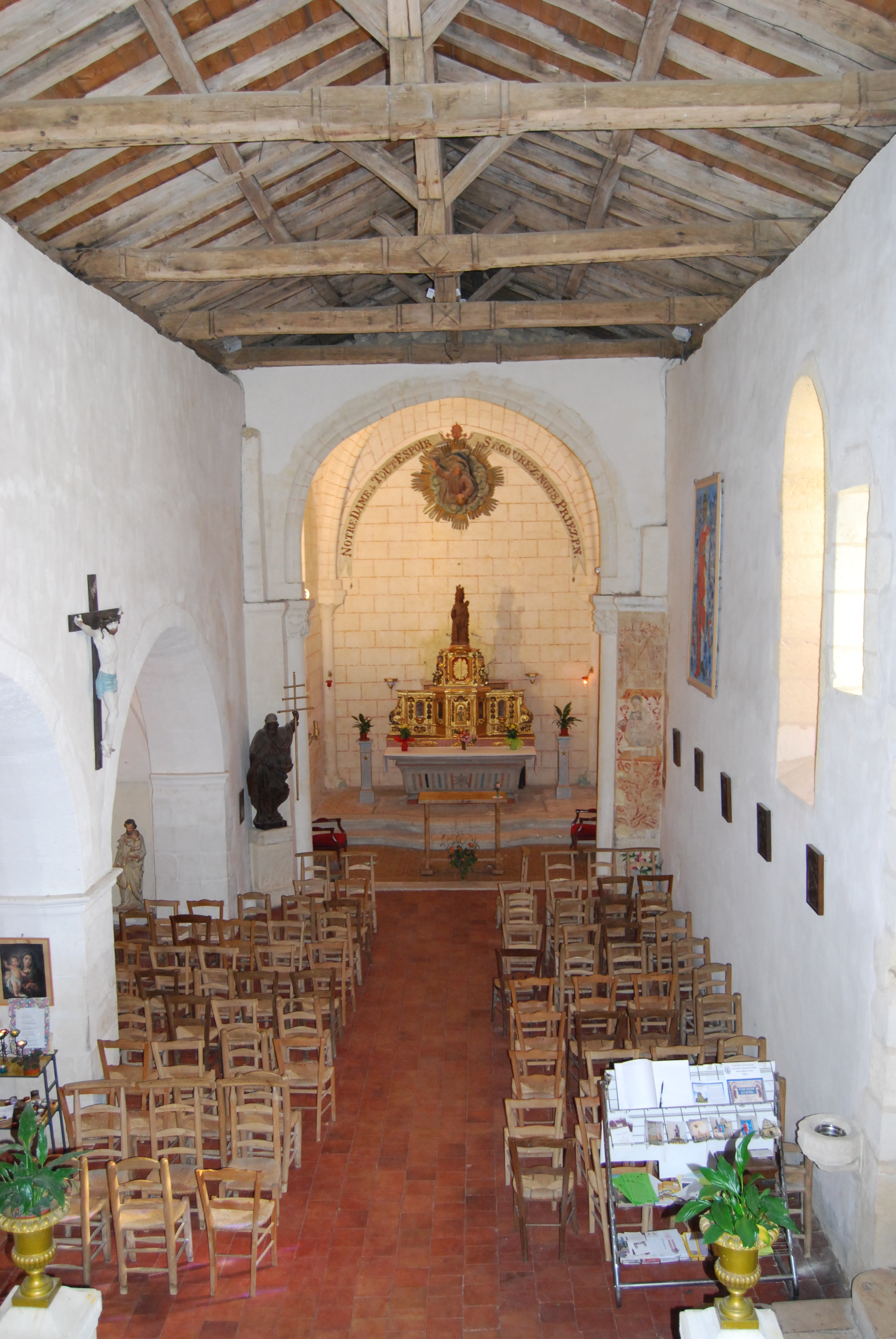
La nef
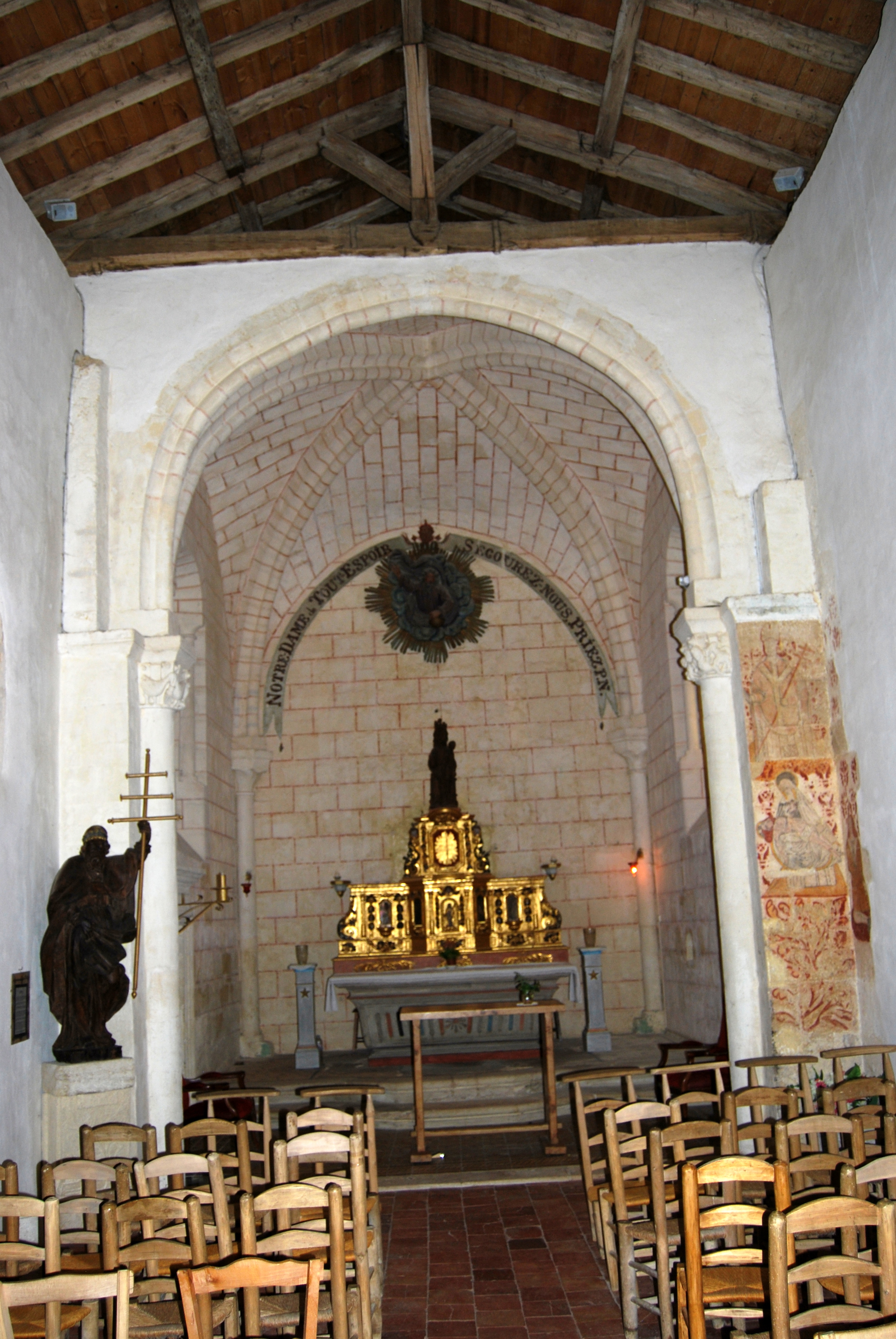
L'arc triomphal

L'édifice a été classé au titre des monuments historiques par arrêté du 8 juillet 2004.

## Iconographie romane
L'iconographie romane principale est concentrée sur
- les quatre chapiteaux du portail, dont trois sont historiés ;
- l'archivolte externe, qui regroupe vingt sujets ;
- les deux chapiteaux de l'arc triomphal.

Le programme figuré secondaire, très abimé, se résume à deux colonnes encadrant la façade, surmontées de grandes corbeilles non décorées sous la corniche, ornée de dents de loup et supportée par treize modillons à motifs géométriques et un modillon à tête humaine. 

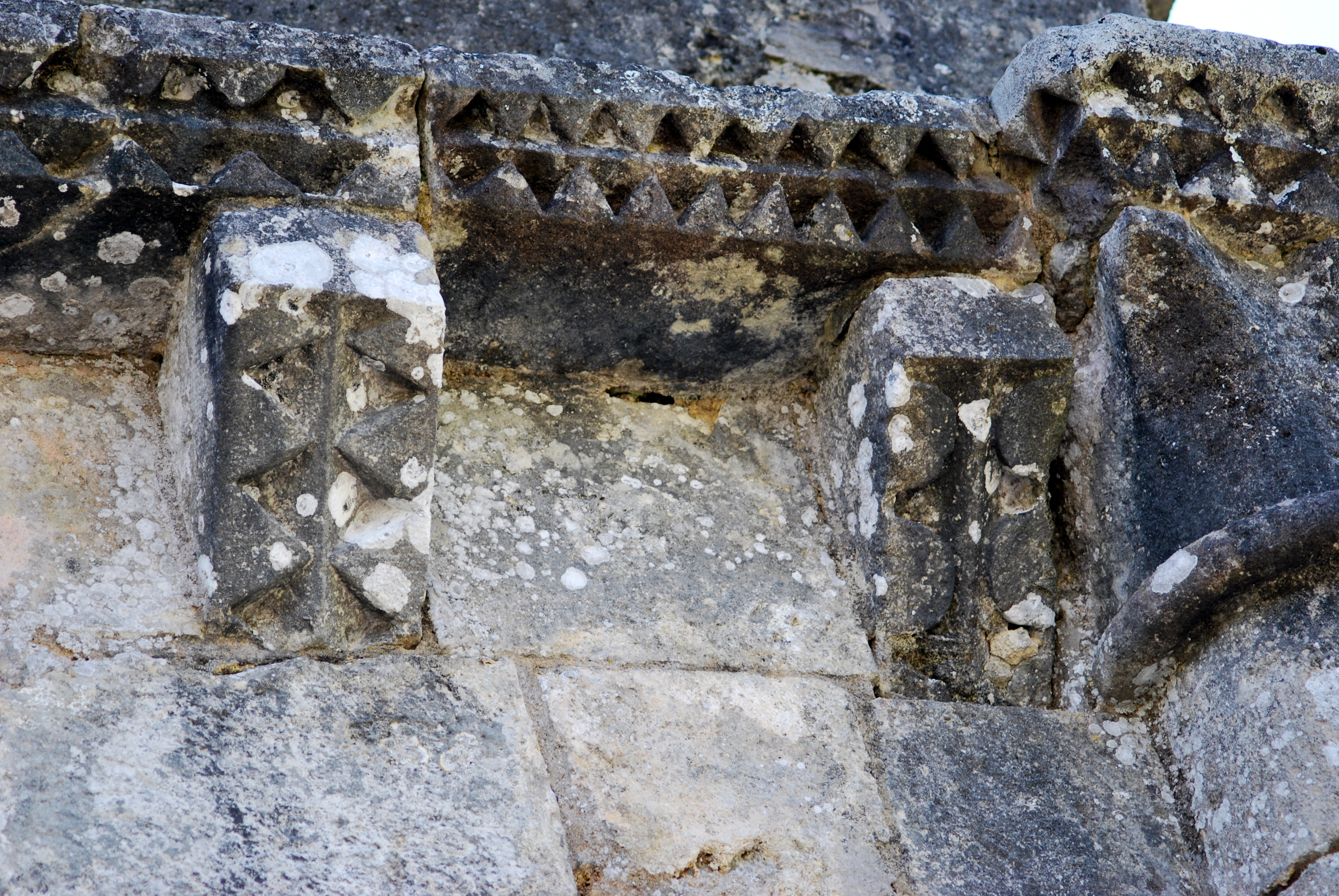
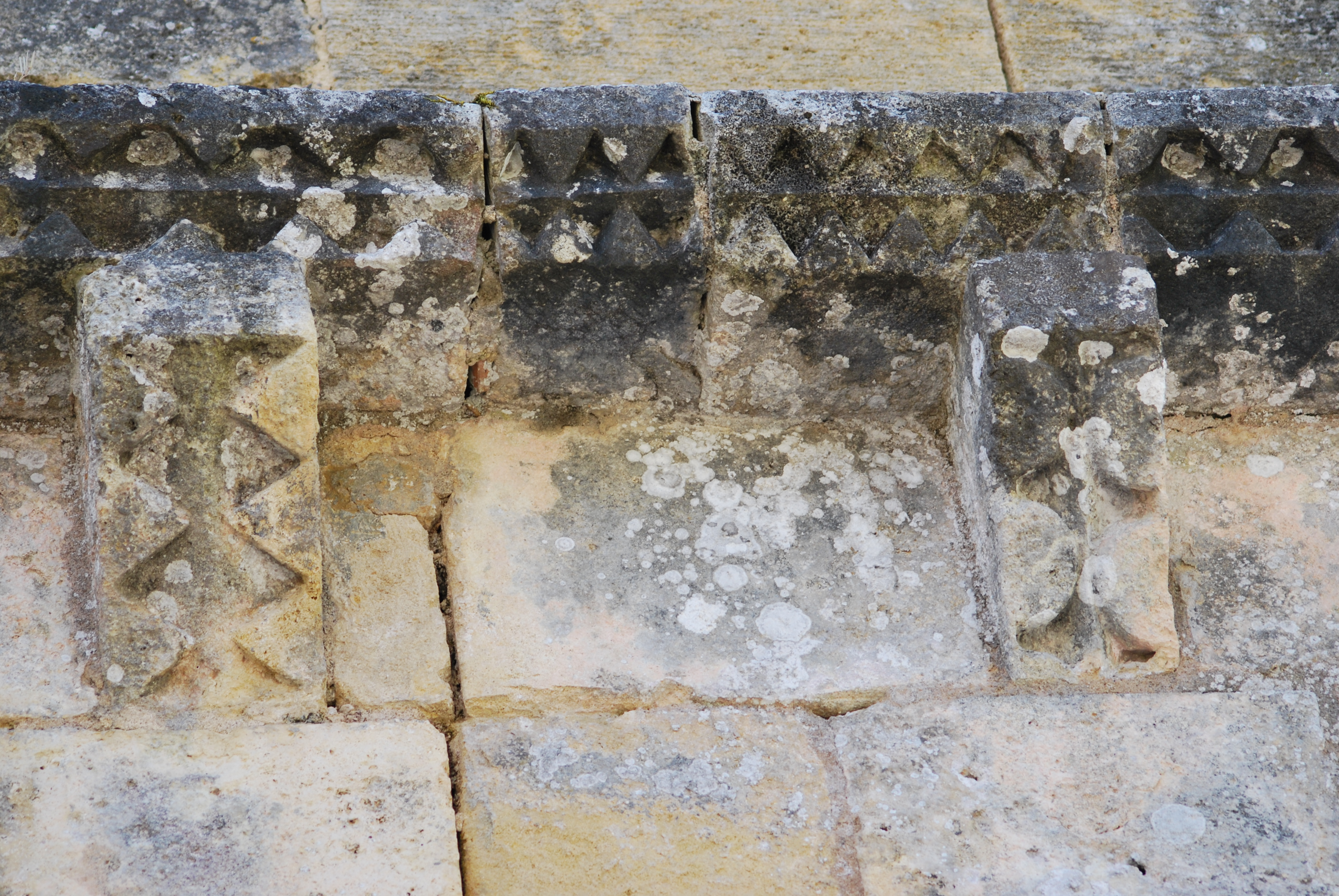
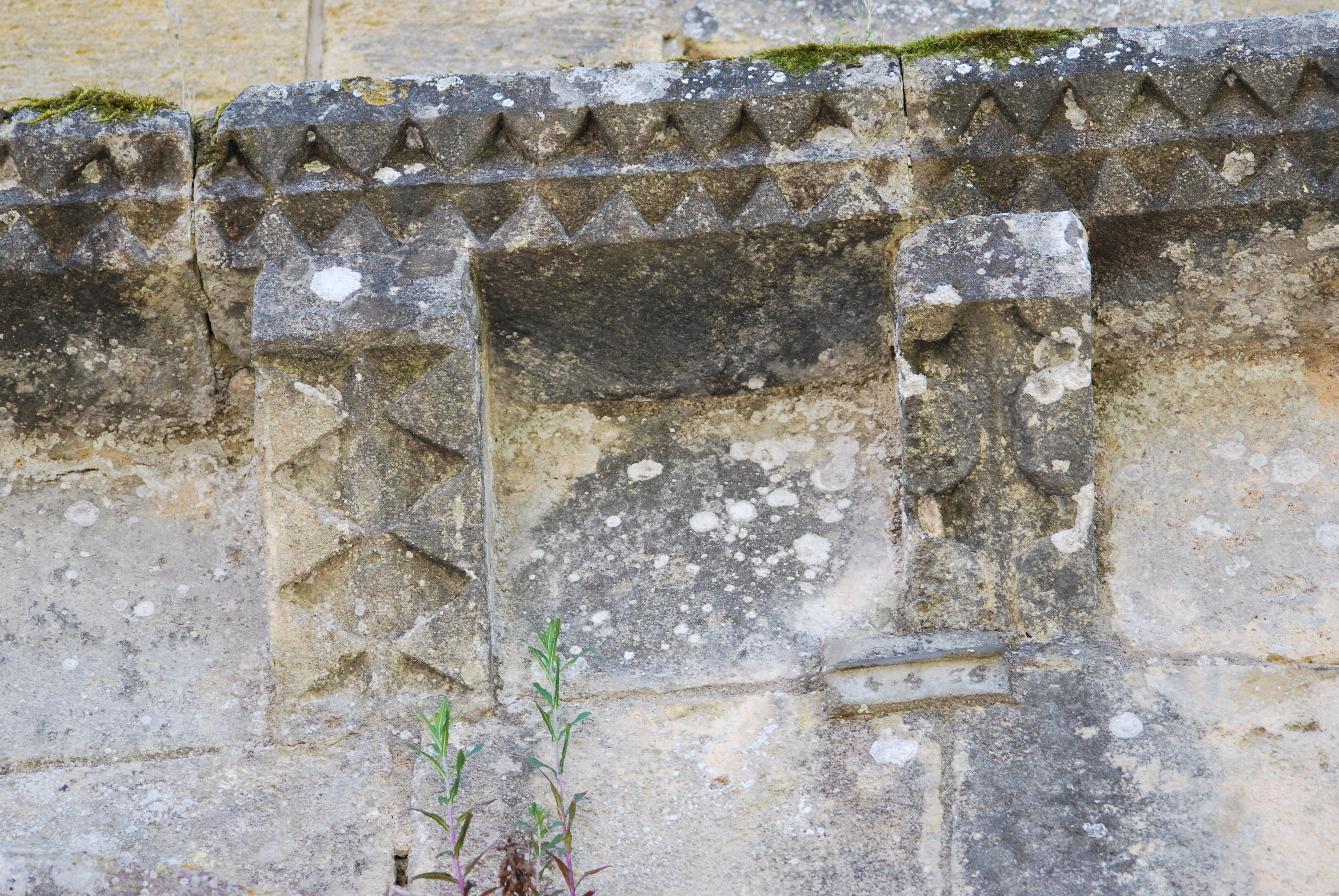
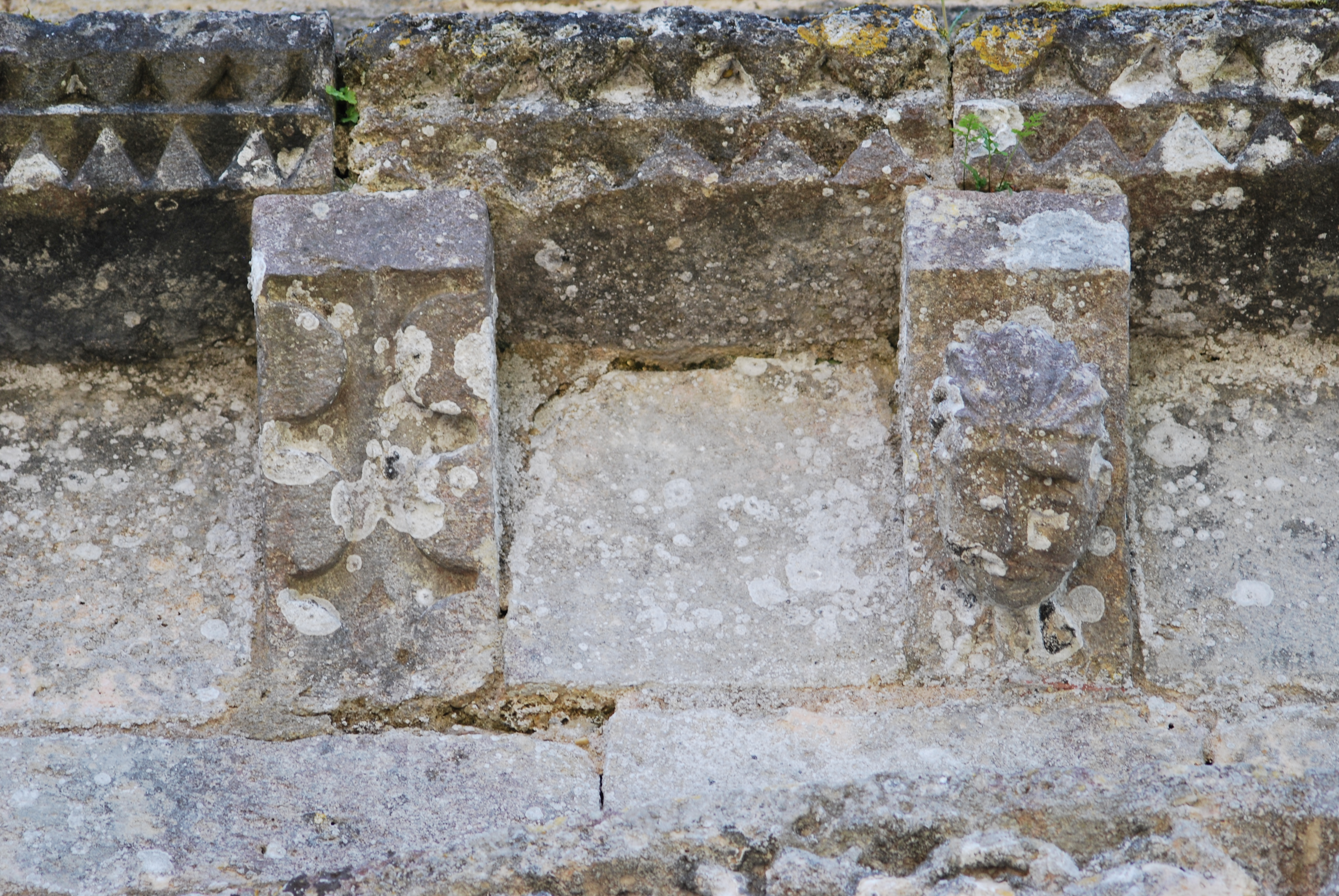
Tête d'homme
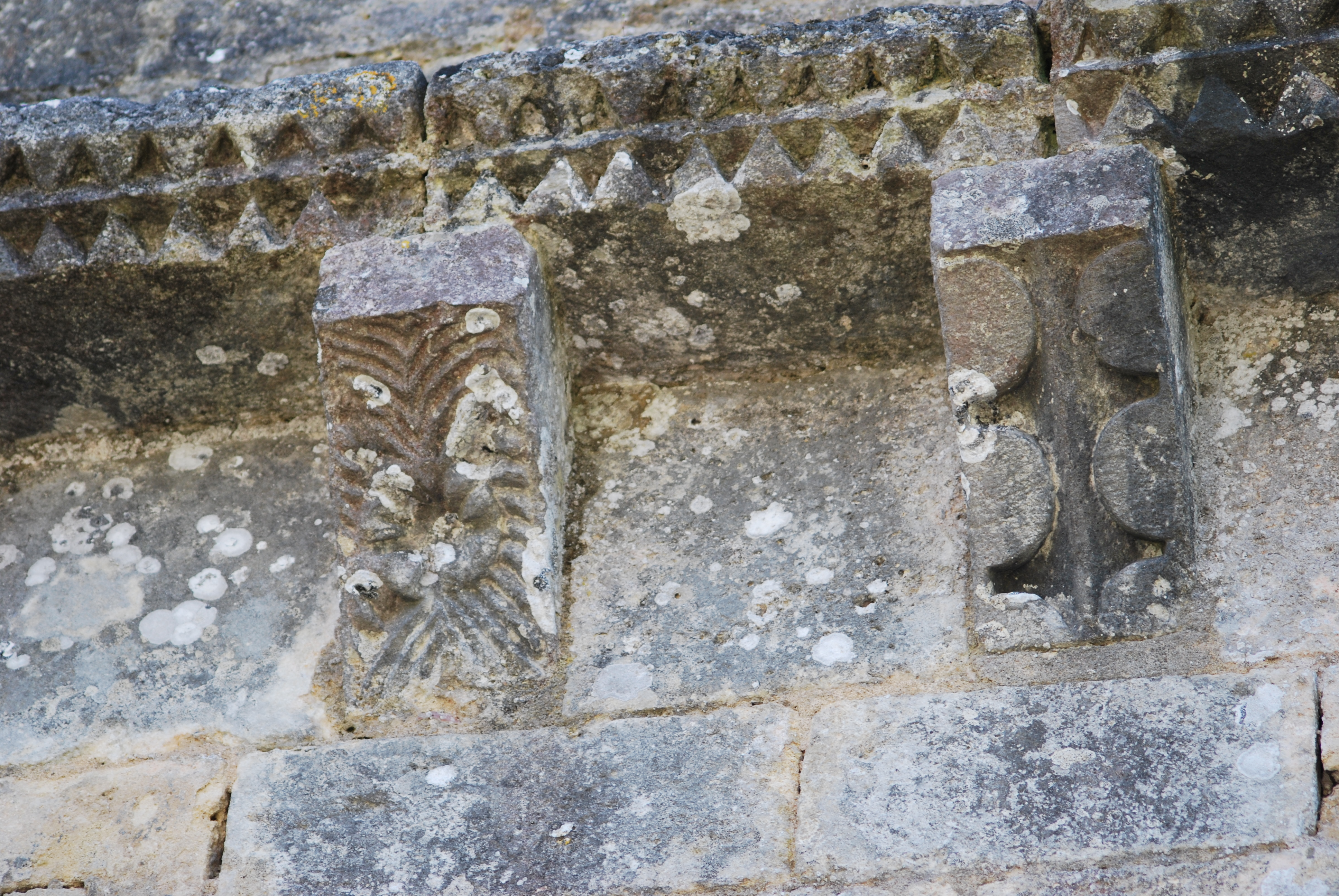
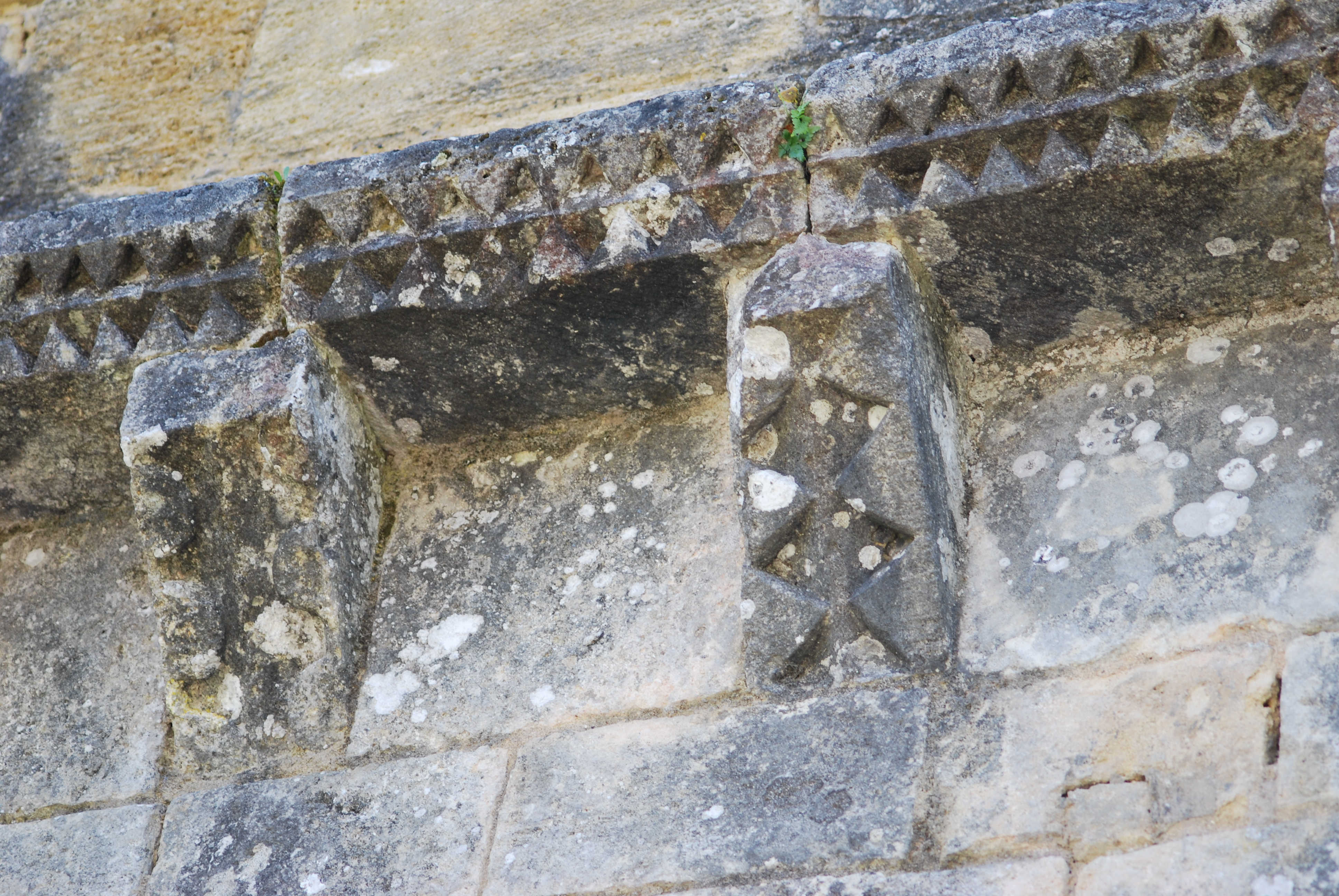
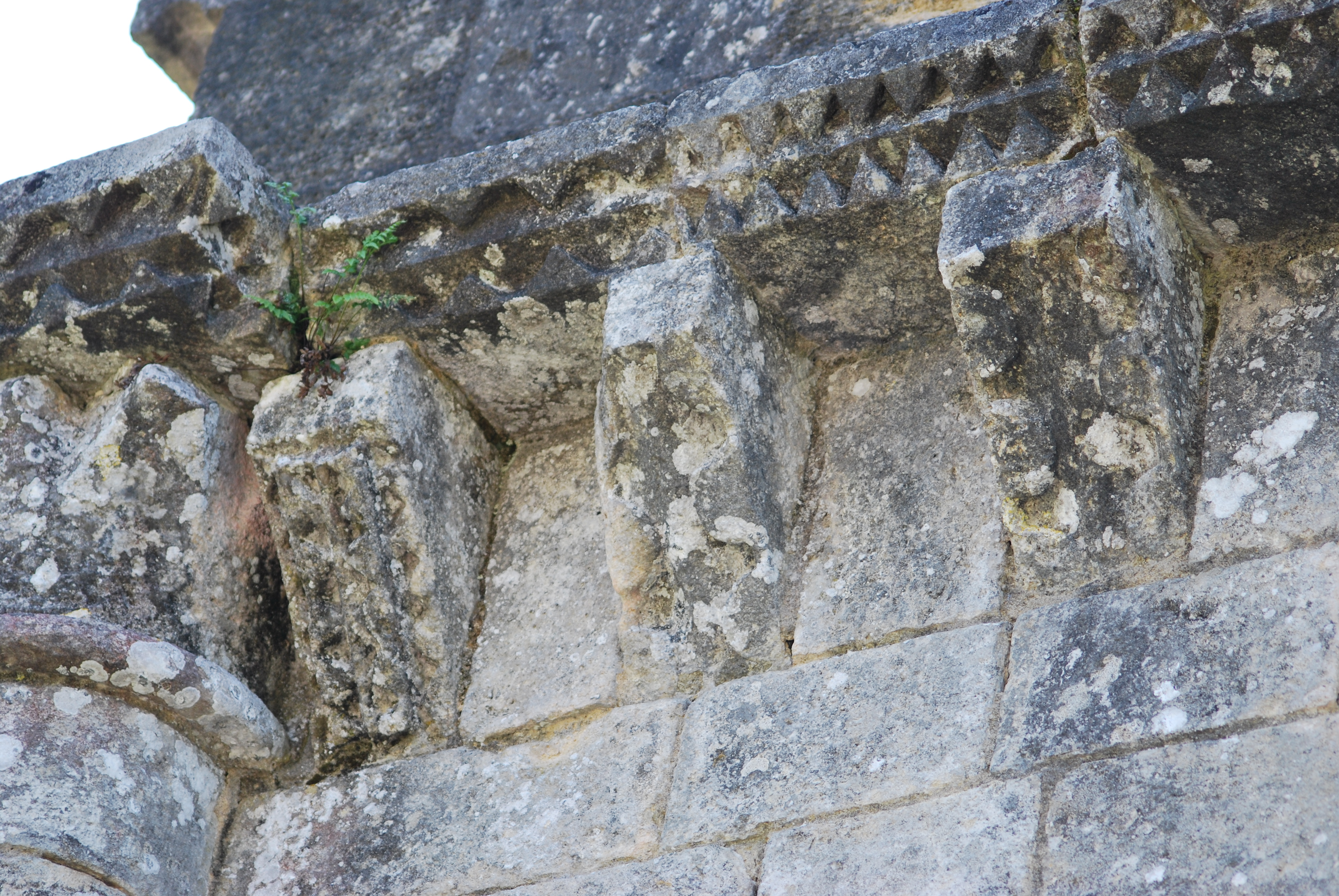

Les chapiteaux du portail
Les chapiteaux sont tous surmontés par un tailloir à décor unique, qui se prolonge sur les impostes, en une frise ininterrompue de volutes ligaturées. Certaines parties de cette frise ont été restaurées au XIXe siècle.
Chapiteau N1 : Saynète à trois personnages
Le tableau est centré sur la femme qui se tient à l'angle de la corbeille, habillée d'une tunique plissée. Ses cheveux tressés retombent en une double natte, signe que la femme n'est pas mariée. Sur les deux faces du chapiteau, se trouvent deux hommes vêtus comme elle. L'érosion a privé la demoiselle de ses épaules, mais on peut deviner ses avant-bras et la gestuelle associée.
Par l'inclinaison de son corps, elle semble résister au petit homme barbu qui a pris sa main gauche pour l'attirer dans le coin vers lequel il se tourne. Il porte sa main gauche à la boucle de la ceinture de sa tunique, signe de ses intentions inavouables. La jeune femme a passé volontairement sa main droite sous le bras du grand jeune homme. Ce dernier a la tête penchée, alourdie par une bourse suspendue par une chaînette à son cou et qui repose sur le dossier d'une chaise rustique, haute et à pieds tournés. Son bras gauche est cramponné sur une seconde sacoche.
L'identification des deux pécheurs est traditionnelle : le libidineux et l'avare. La femme préfère le beau, jeune, mais riche avare au vieux lubrique désargenté. La leçon de moralité utilise le vieil adage castigare ridendo mores (corriger les mœurs en riant).
Chapiteau N2 : Corbeille non-historiée. La corbeille est tapissée d'un lacs de plantes grasses. Le style est celui de l'abbatiale Sainte-Croix de Bordeaux.
Chapiteau S1 : Pariades félines
Sur l'angle de la corbeille, apparaissent les têtes rondes de deux félins. Les prolongements de leurs corps couvrent les deux faces. Chaque animal est montré dans une posture caractéristique de son genre sexuel. Celui de gauche minaude et soulève la croupe comme une femelle en chaleur. Celui de droite se dresse sur ses pattes postérieures comme un mâle prêt à saillir sa partenaire. La scène comporte deux détails supplémentaires : la préhension manuelle par le mâle de la tige crossée — qui est un symbole phallique — et l'épanouissement d'une belle queue sexualisée et trifoliée.
Ces artifices sont traditionnels pour transposer symboliquement à l'homme l'acte de l'accouplement. L'intention des commanditaires était de rappeler au chrétien qui passe devant de réfléchir sur ses propres pulsions d'animalité.
Chapiteau S2 : Luxure aux serpents
Sur l'angle de la corbeille, se trouve une femme au torse dénudé et portant un petit jupon froncé, retenu par une ceinture. Elle paraît allaiter les deux gigantesques serpents qui sucent ses tétins.
L'érosion a fait disparaitre son visage et une partie de ses mains, ce qui empêche de savoir si c'est avec plaisir qu'elle attire les serpents ou si c'est avec dégoût qu'elle les repousse.
Il n'en reste pas moins que cette femme incarne la luxure féminine et ces représentations se comptent par milliers dans les églises romanes. Il n'est donc pas surprenant de la trouver à côté de la représentation de l'intempérance masculine figurée par les ébats des félins.
Les voussures du portail
Les voussures à ressauts sont décorées de bâtons brisés, de fleurs à quatre pétales, de dents de loup, d'entrelacs. L'archivolte est illustrée de vingt personnages et animaux.
Les musiciens et la danseuse (nos 1 à 6)
- No 1. Le premier musicien est un homme debout. Il tient un gros bâton courbé posé au sol dans sa main droite. Sa main gauche tient une longue flûte.
- No 2. Le deuxième homme est un flûtiste, agenouillé sur la tête du premier. Son visage est très érodé.
- No 3. Un homme à genoux joue de la flûte de Pan. La flûte de Pan était l'instrument maudit entre tous par l’Église pour être celui des fêtes campagnardes, héritières des bacchanales.
- No 4. Un deuxième joueur de flûte de Pan, à genoux.

- No 5. Une jeune femme qui danse, ses mains serrant la taille. Elle porte des manches pendantes galonnées et un pan qui retombe sur le devant de sa jupe froncée. Deux nattes encadrent son visage, comme la jeune femme du chapiteau N1, elle n'est pas mariée.
- No 6. Le sixième personnage est un joueur de vièle, chevelu et barbu. Le joueur de vièle était la représentation la plus fréquente d'une profession maudite par le clergé.

Les « porteurs de poissons » (nos 7 à 13)
En Aquitaine, la représentation d'un 'porteur de poisson' est assez fréquente sur les chapiteaux et les modillons. Le symbole n'a rien à voir avec le mot grec pour poisson : ICHTUS, qui est un acrostiche pour Iesous Christos Theou Uios Soter (Jésus Christ Fils du Dieu Sauveur), il s'agit, en fait, d'un jeu de mots entre pêcheur et pécheur. Les hommes à genoux sont des pécheurs repentants, celui qui est debout (no 11) et qui caresse sa barbe est un luxurieux.
- No 7 : Un homme à genoux tient deux poissons par la queue et leurs têtes reposent sur ses genoux.
- No 8 : Le porteur a saisi son unique poisson par la tête.
- No 9 : L'homme retient un objet ovoïde sous son bas-ventre (l'érosion rend toute identification délicate).
- No 10 : L'objet tenu par l'homme est peut-être un mammifère à tête triangulaire, mais l'érosion a fait son œuvre.
- No 11 : Le bellâtre ouvre la redescente vers le sud. Il se tient debout. De sa main gauche, il caresse une longue barbe bifide et, dans sa main droite, tient son poisson par la tête.
- No 12. Un autre porteur de poisson agenouillé. Il tient son poisson avec les deux mains.
- No 13. Un homme à genoux qui porte un objet qu'il tient des deux mains.

La séquence de chasse (nos 14 à 20)
Les six derniers figures relatent une scène de chasse. Un lièvre est chassé par deux chiens et trois autres animaux sont également dans la course. Enfin, il y a le chasseur qui sonne le cor.
- No 14. Un chien qui guette l'arrivée d'un lièvre.
- No 15. Le lièvre en fuite, le chien qui suit vient de le crocher au râble
- No 16. Un chien, avec le museau d'un lévrier, est sur le point d'attraper le lièvre.
- No 17. Un quadrupède indéterminé, à forte denture avec queue rentrée et redressée. il est, peut-être, un lion.
- No 18. Un quadrupède indéterminé, à forte denture avec queue rentrée et redressée. il est, peut-être, un lion.
- No 19. Un quadrupède indéterminé, à forte denture avec queue rentrée et redressée. il est, peut-être, un lion.
- No 20. À la base de la voussure sud, un homme debout. Sa main gauche tient un bâton coudé et sa main droite l'aide à souffler dans une corne ou peut-être un cornet à bouquin.

Les chapiteaux de l'arc triomphal
Chapiteau Nord : Communion sacrilège
Sur les deux faces de la corbeille exposées aux fidèles, se trouvent deux oiseaux pourvus de becs d'échassiers. Tous les deux ont enfoncé leur bec dans un calice à long col torsadé, avec comme conséquence que leurs têtes sont si étroitement accolées qu'elles paraissent soudées. C'est presque un oiseau bi-corporé. La troisième figure, sur la face exposée aux regards du clergé, est un petit homme accroupi, en train de déféquer à l'ombre de deux buissons. Sa coupe de cheveux est celle réservé aux clercs et il porte une « barbe à l'impériale », tout comme la tête dans la série des modillons au-dessus le portail. La scène n'est pas une célébration de l'Eucharistie, mais une mise en garde pour ceux, parmi le clergé, qui pourraient se rendre coupables, à l'autel, d'un consécration entachée de « communion sacrilège ».
Chapiteau Sud : Farandole païenne
Six figures sont présentes sur la corbeille : deux hommes, une femme, une fillette et deux monstres à forte denture. Sur la face principale, un homme et une femme dansent. L'homme tient le pied droit de la femme dans sa main. Une petite fille est accroupie dans le coin gauche et sur la petite face se trouve un homme seul qui sautille. Les deux bêtes encadrent le couple principal. L'animal de gauche s'est contenté de montrer ses dents, mais celui de droite a posé ses griffes sur la cuisse de la femme et a commencé d'avaler son bras gauche.
Le message est une rengaine obsessionnelle de l'époque : la danse est infernale par essence et mène au péché mortel.
Peintures murales
Des peintures vieilles de 500 ans recouvraient un grand panneau du mur sud de la nef. Elles ont été redécouvertes en 1879, sous un badigeon, à l'occasion de travaux de restauration. Elles n'ont pas été conservées. Le relevé fait par l'historien Émilien Piganeau (1833-1911) en 1879 est le seul témoignage qui reste. Le texte sur le relevé de Piganeau est Lan mil ccccc et sept cecy a feyt Robert Courraut, qui permet de connaître le nom du donateur et la date des fresques : 1507.
Aujourd'hui il ne reste que trois sujets : le prélat, qui est probablement le Pape Urbain II et La Piéta sur le ressaut du mur sud-est et le donateur, Robert Courraut, agenouillé de l'angle inférieur du panneau sud.

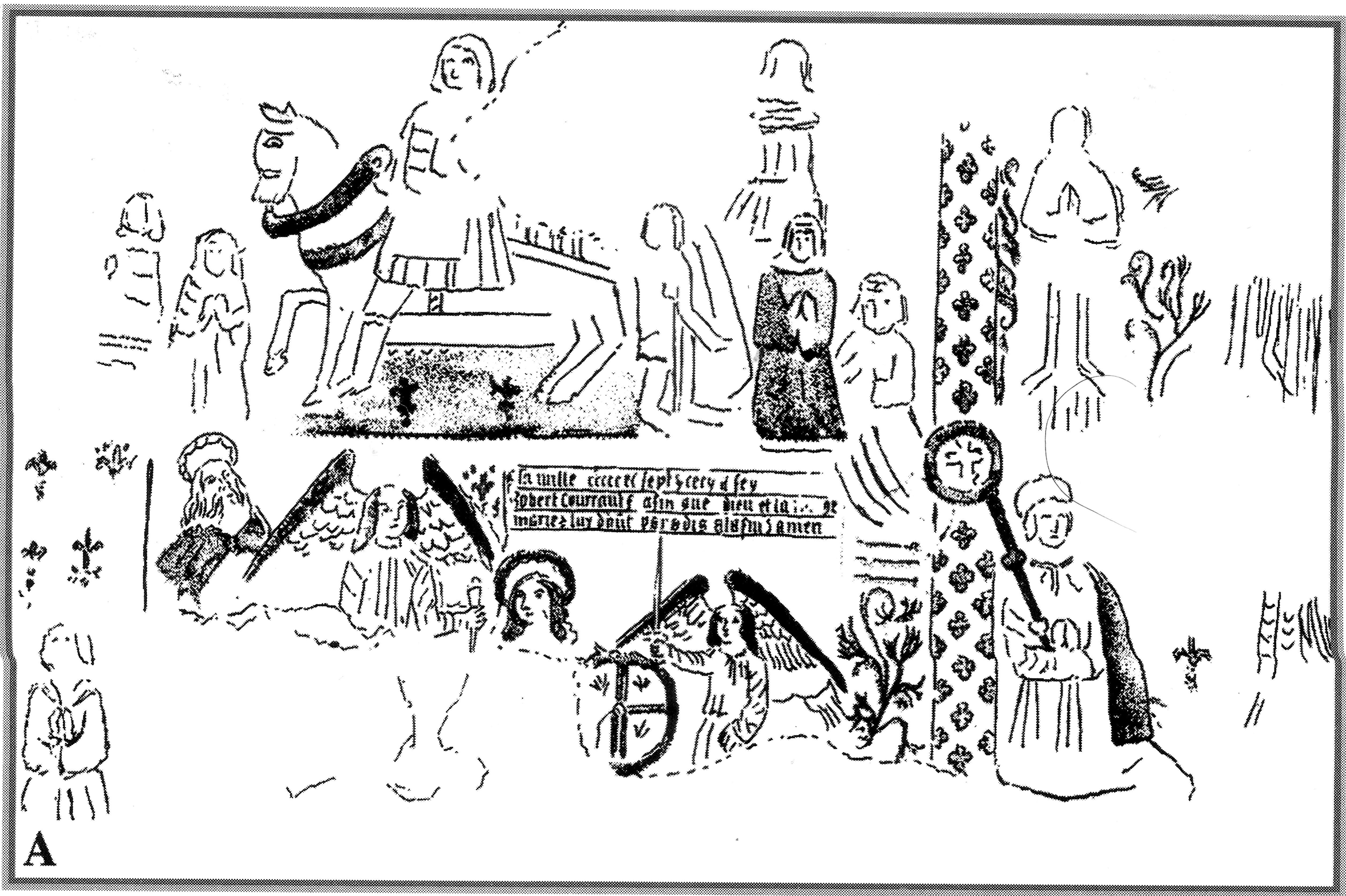
Dessin de Piganeau (1879)
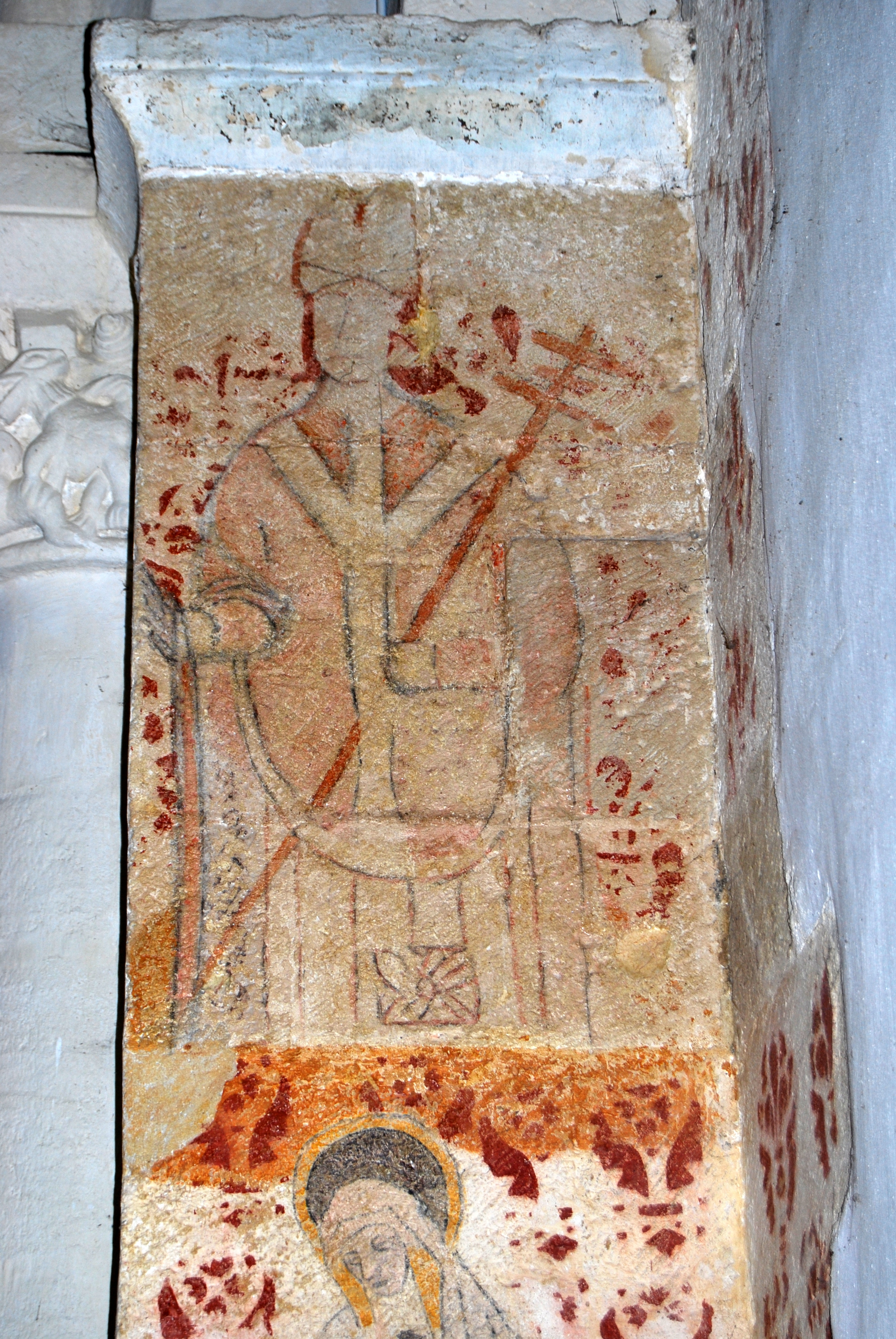
Urbain II
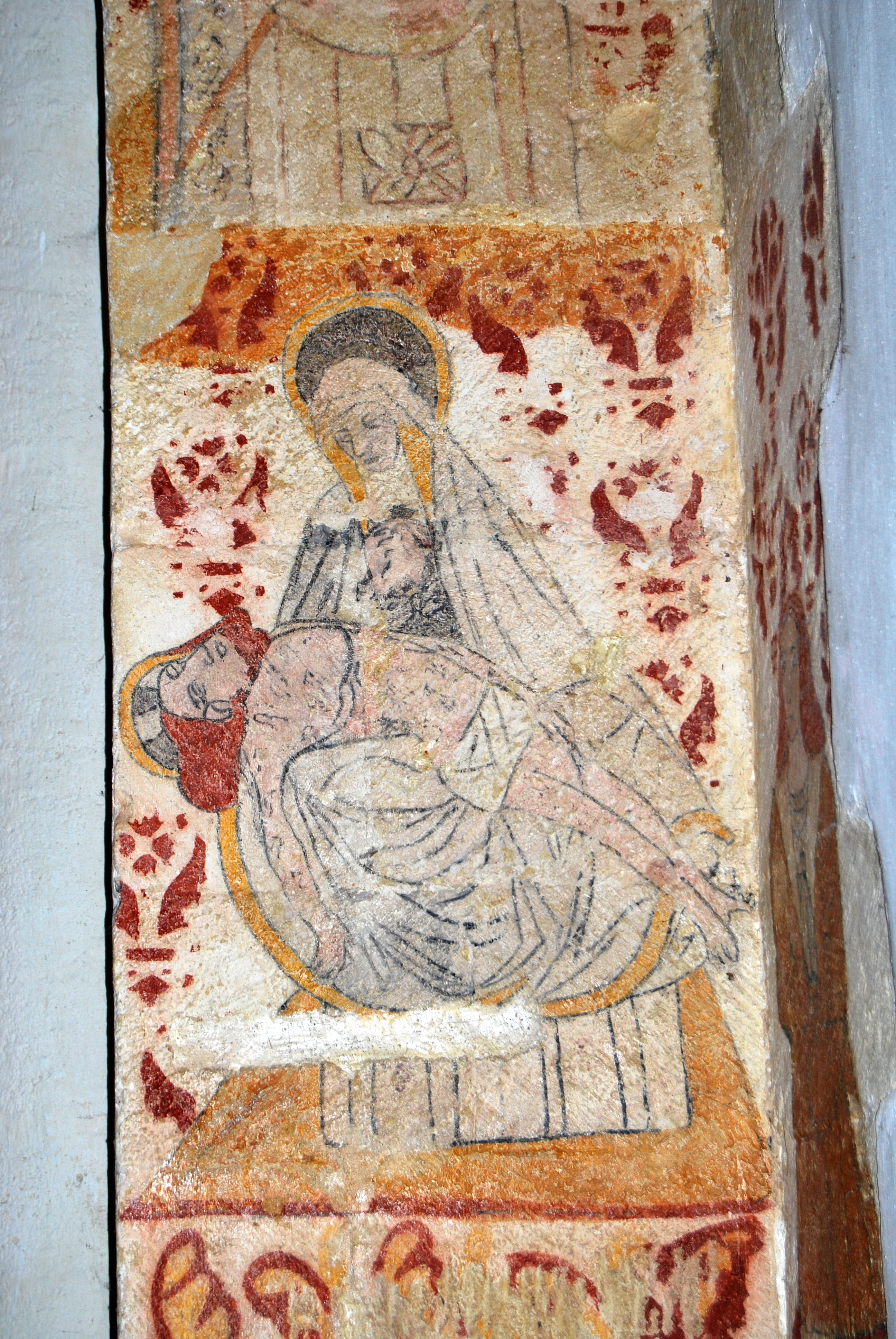
Pièta
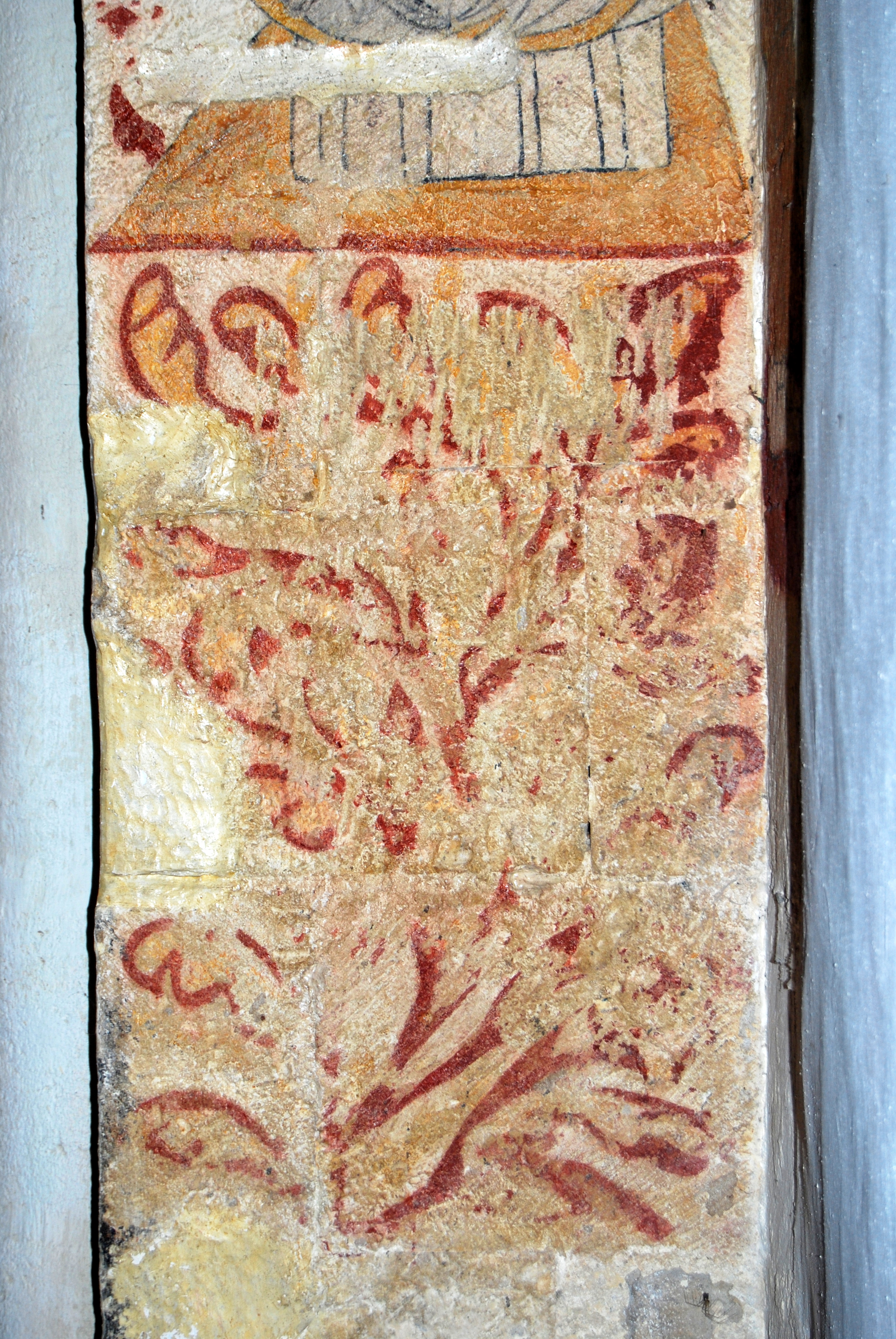
Décoration florale
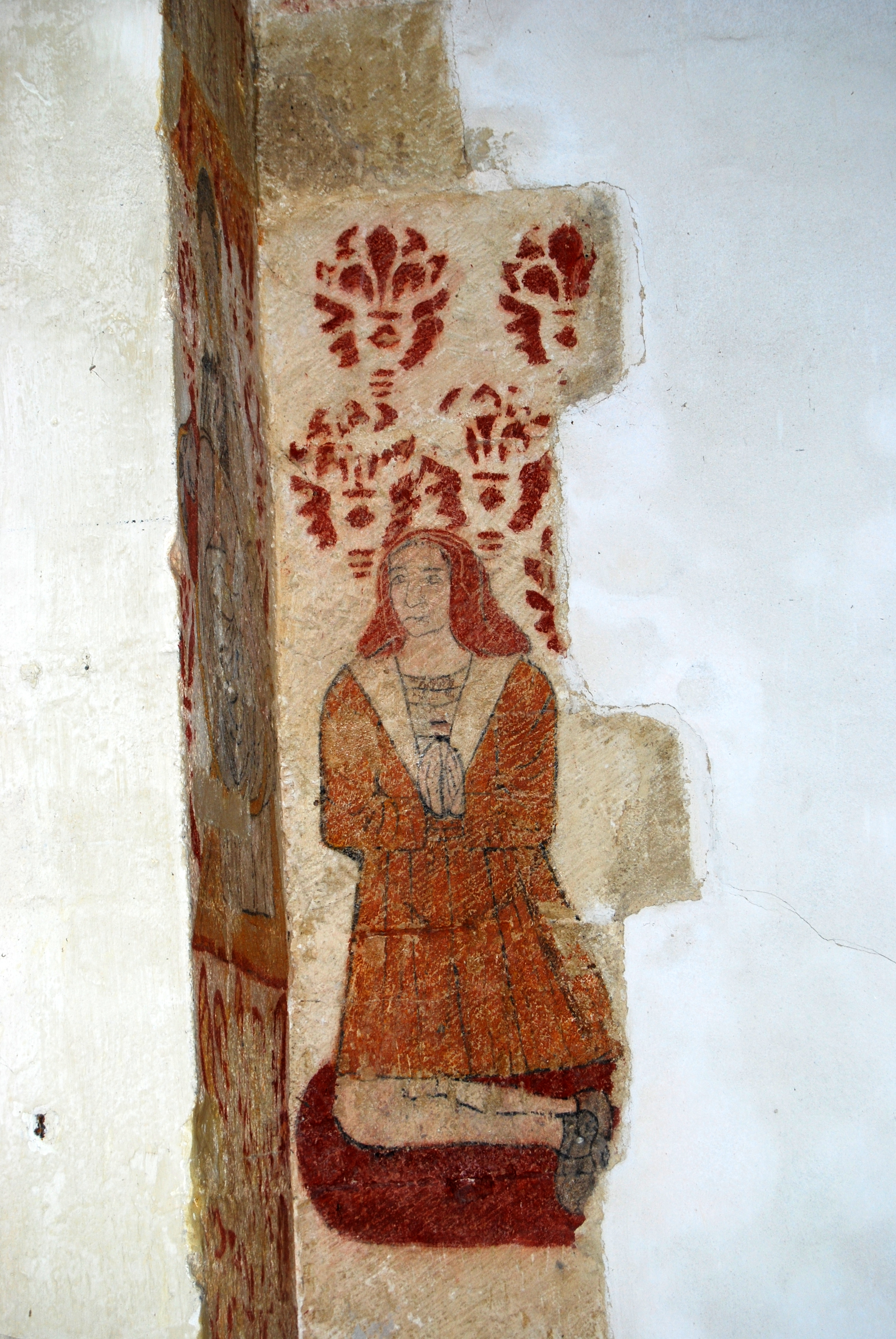
Robert Courraut

## Le mobilier

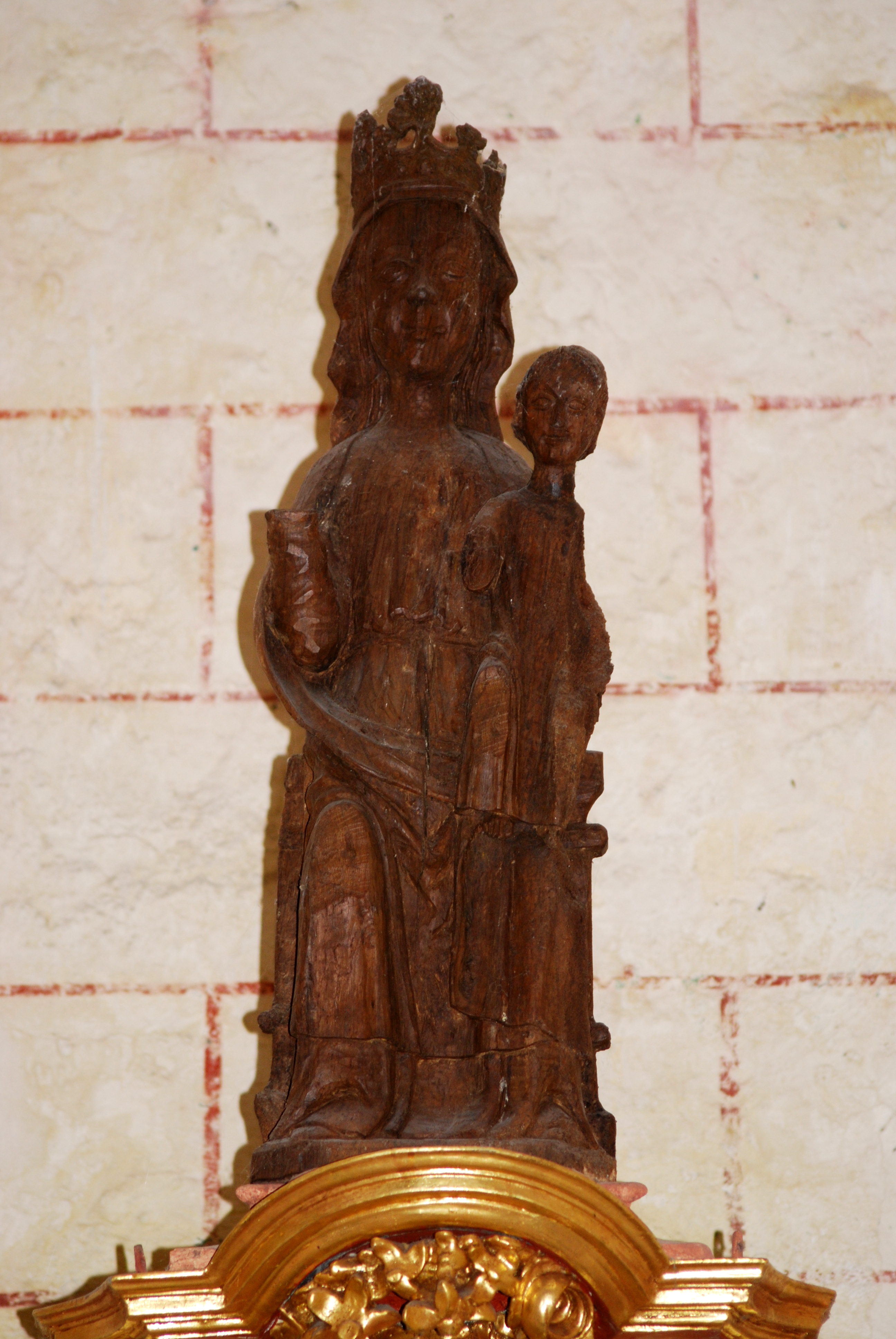
Vierge Noire
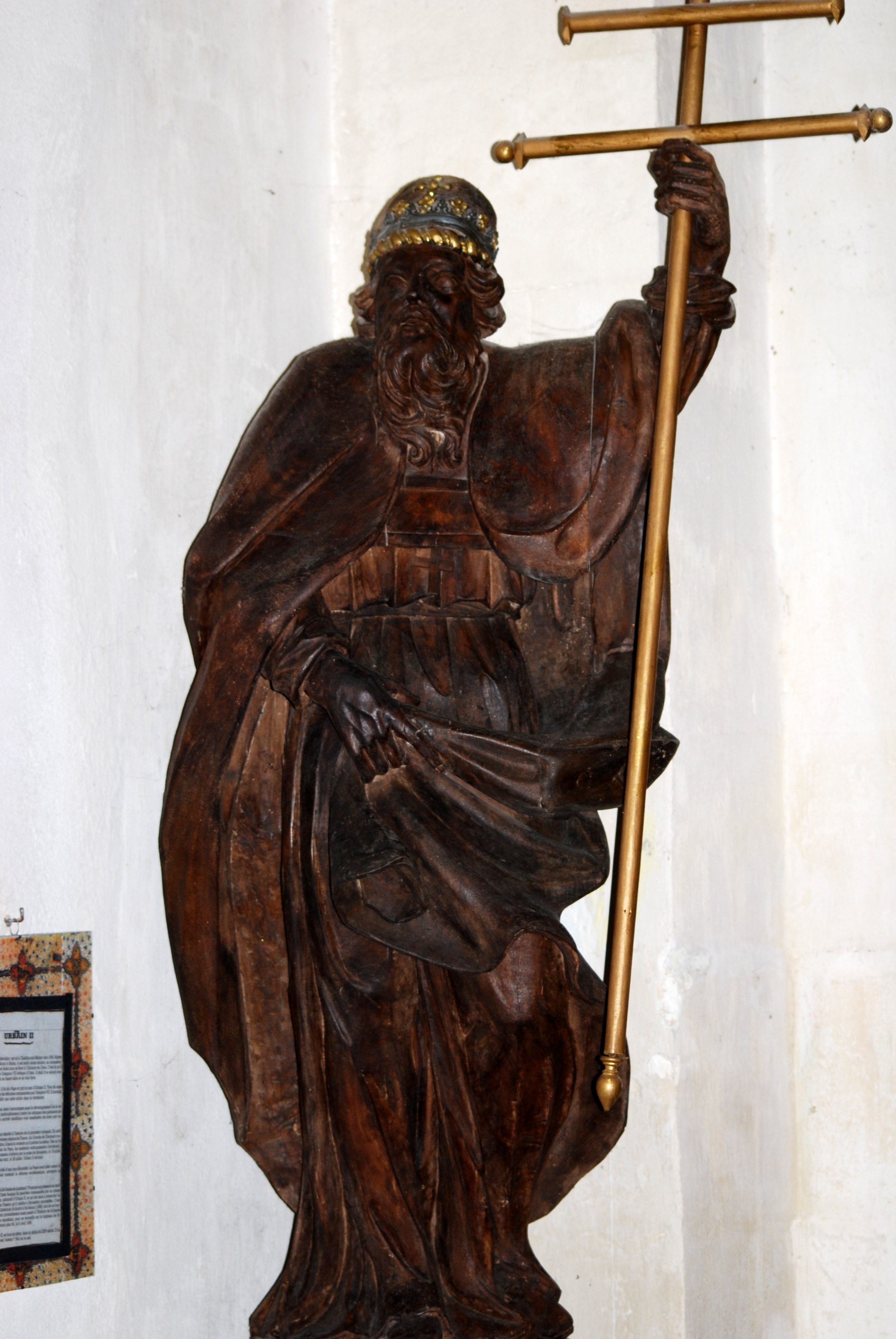
Urbain II
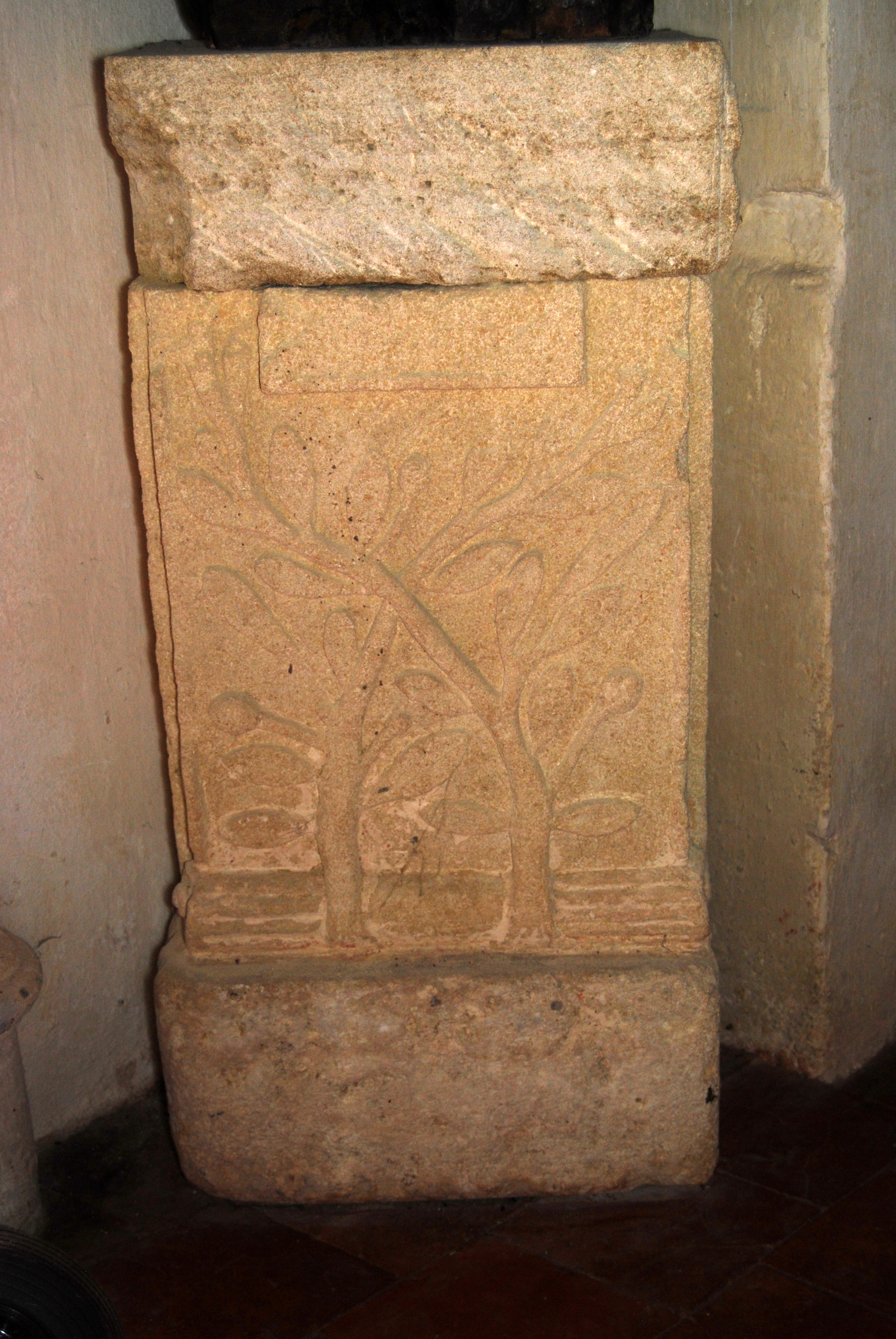
Autel votif gallo-romain
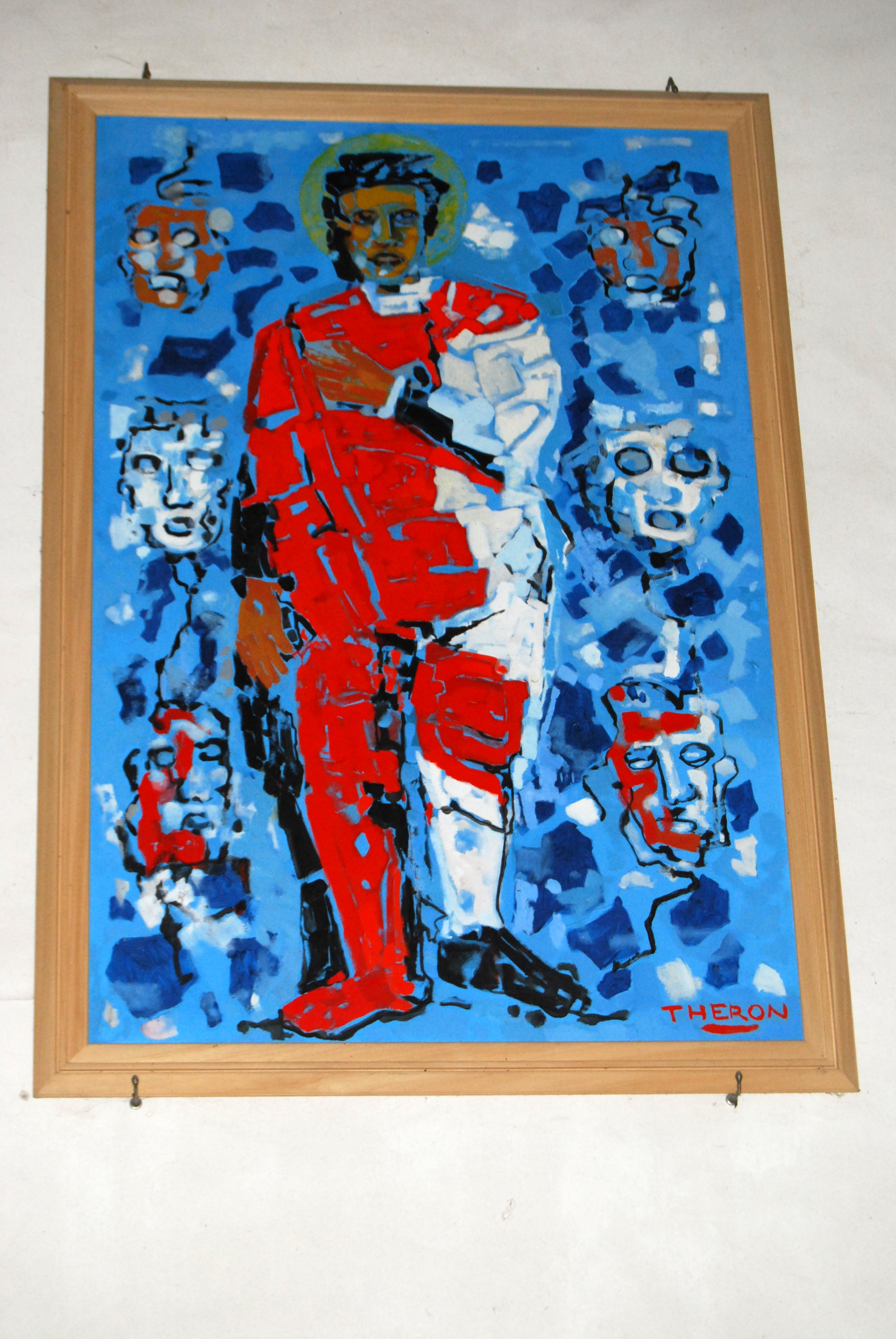
Toile moderne

La vierge noire : Au XIIe siècle, l'église était la destination d'un pèlerinage à Notre-Dame-de-Tout-Espoir. La statue, en bois de noyer, de la Madone assise et portant sur ses genoux l'Enfant Jésus, date du XIIIe ou du XIVe siècle. Elle figure sur le sceau de cette époque d'un curé de la paroisse, conservé aux Archives départementales, à Bordeaux. La statue est classée au titre d'objet le 30 novembre 1908.
Pape Urbain II : Dans l'église, on trouve une statue et une fresque du pape Urbain II. Il est possible que le pape Urbain II ait eu une relation particulière avec l'église de Saint-Genès-de-Lombaud. La statue du pape Urbain II date du XVIe ou XVIIe siècle.
Autel romain : Le socle de la statue d'Urbain II est, en effet, un autel votif de 84 cm de hauteur, en provenance de la structure gallo-romaine originelle. Sur la face antérieure de cet autel, on voit deux branches de laurier. Il s'agit sans doute d'un arbre sacré, comme les anciens en ont souvent figuré sur leurs bas-reliefs.
Pendant de nombreuses années, cet autel, qui a une cavité creusée sur la face supérieure, a été utilisé comme bénitier, avant de devenir le socle de la statue du pape Urbain II.
Toile : Pierre Théron (1918-2000), artiste peintre bordelais.
Les vitraux

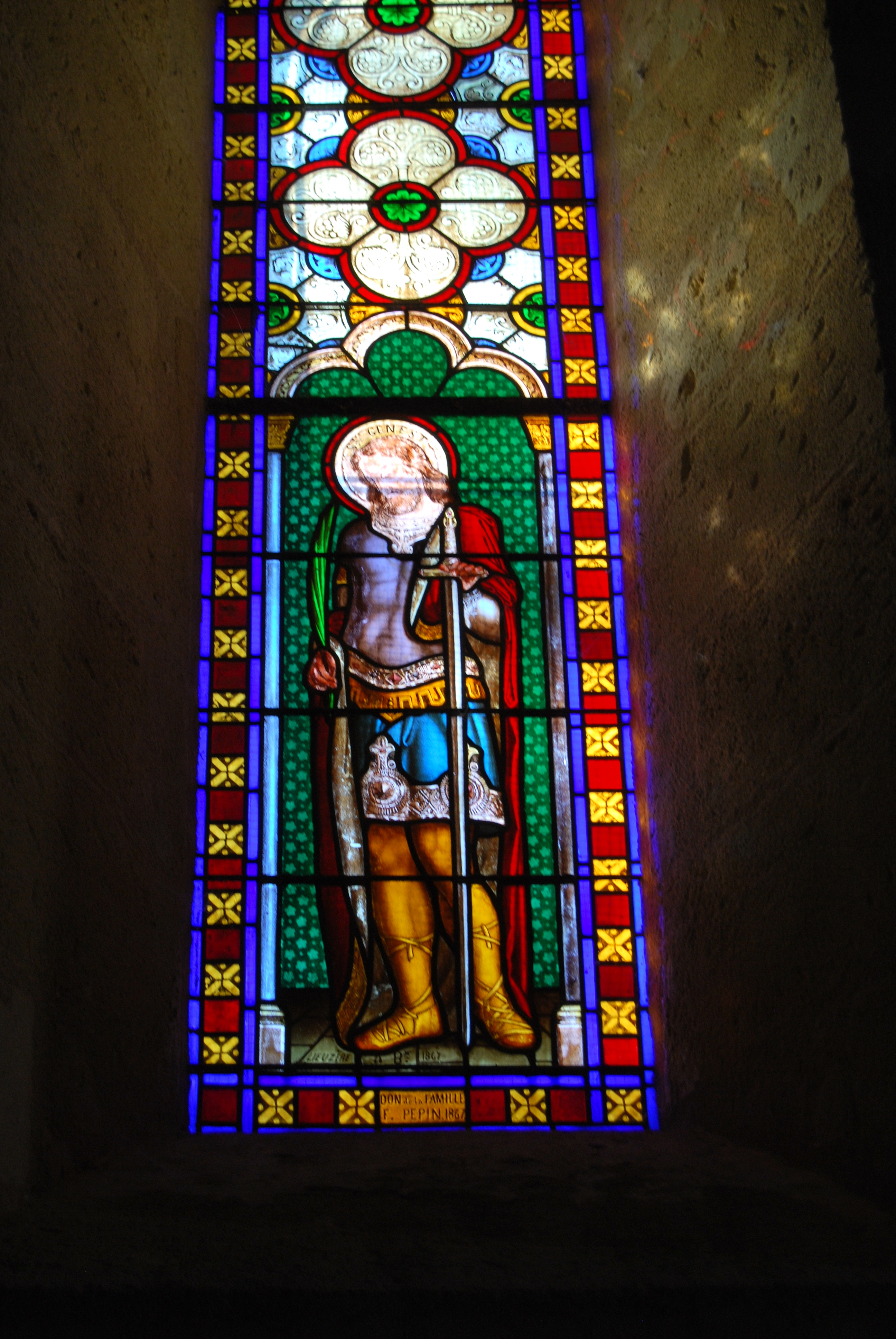
Vitrail a
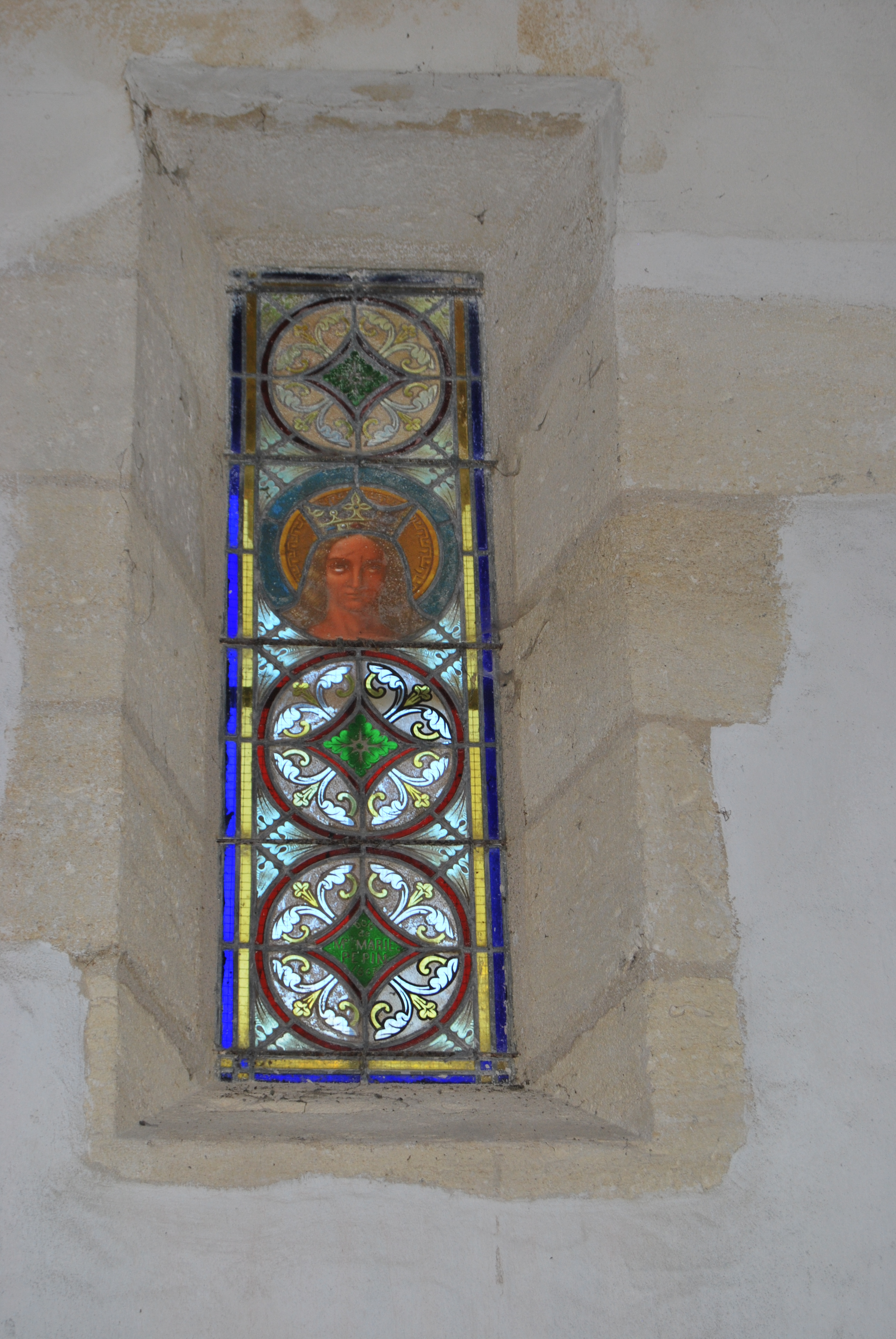
Vitrail b
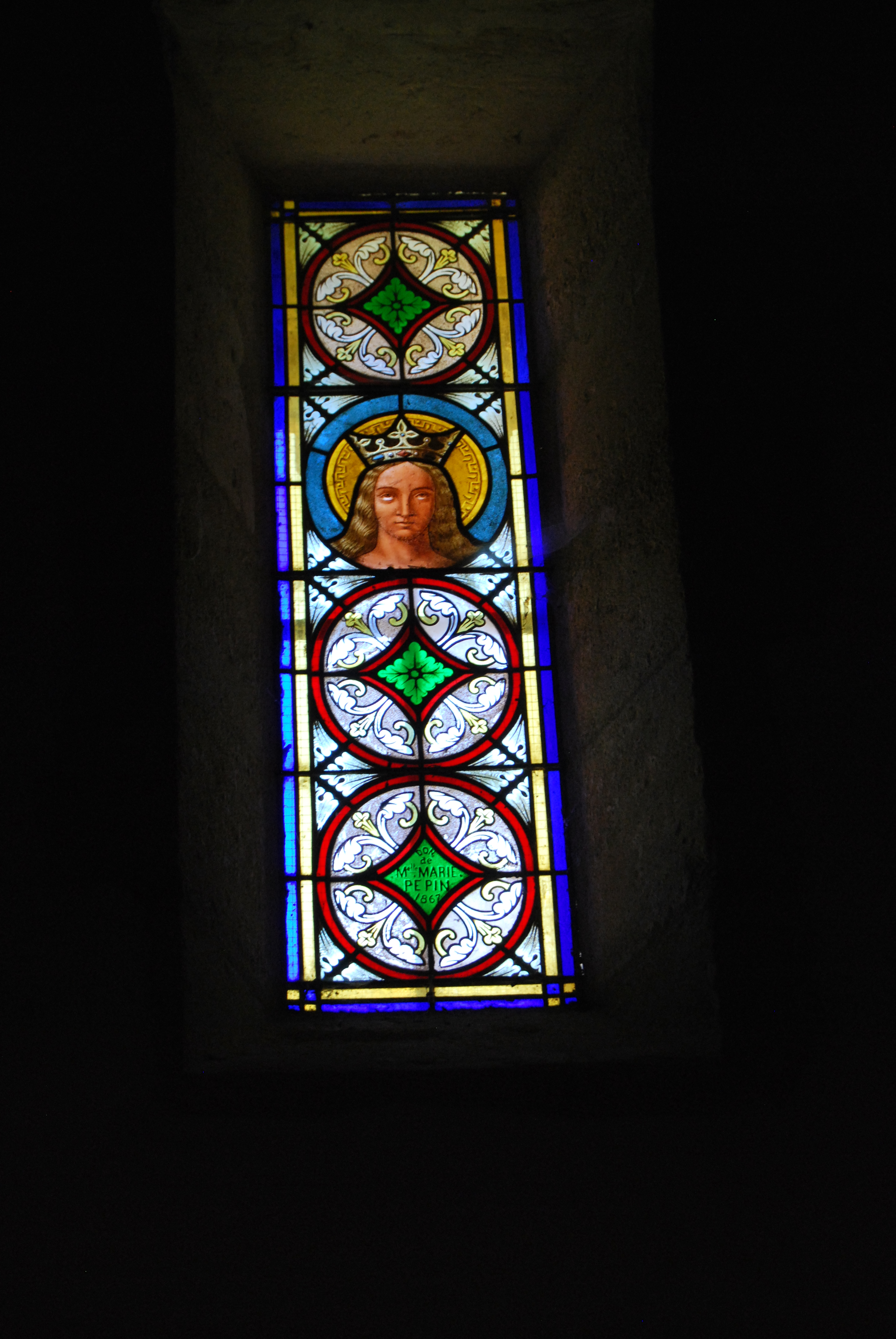
Vitrail c
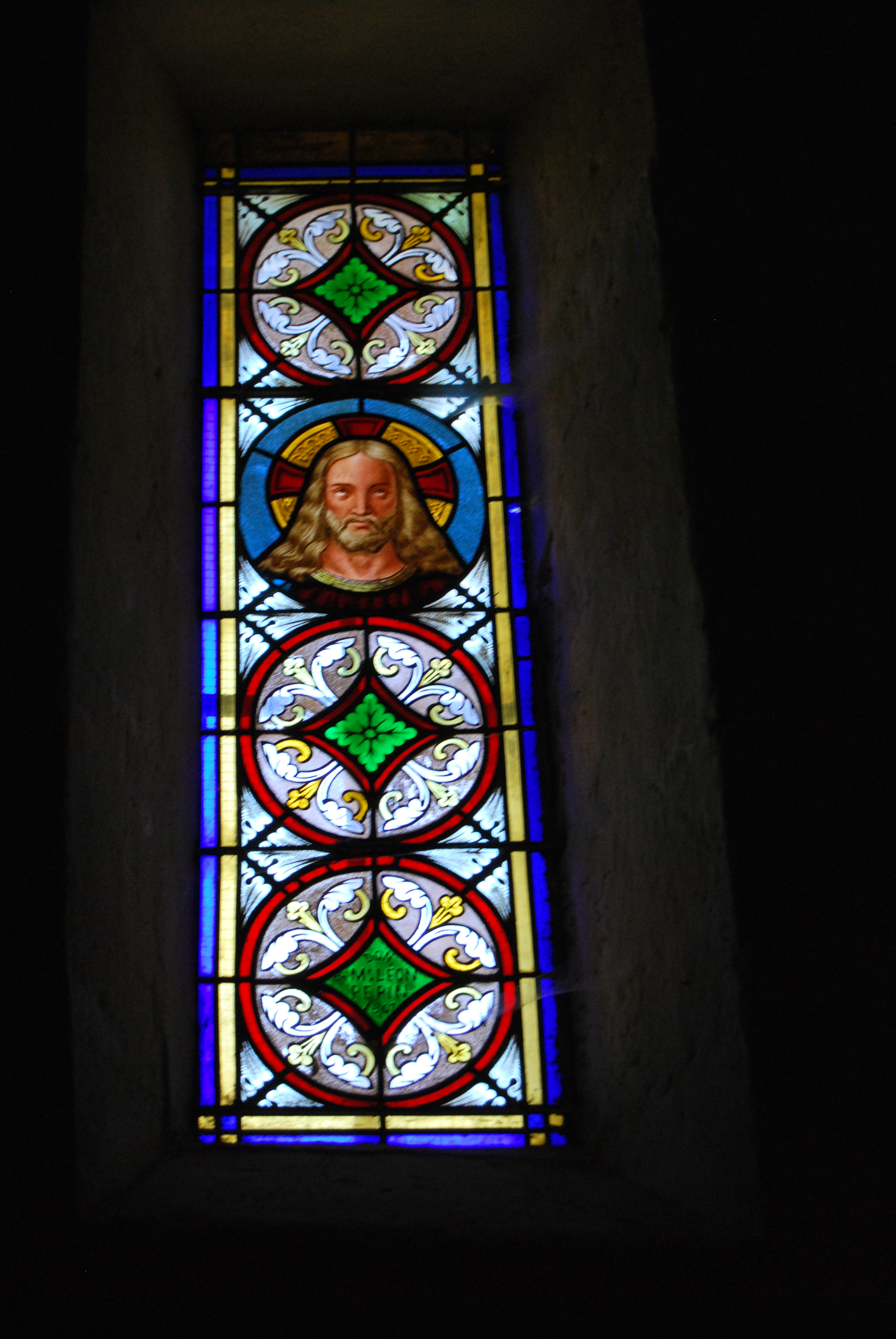
Vitrail d

Les autels
L'église possède trois autels.

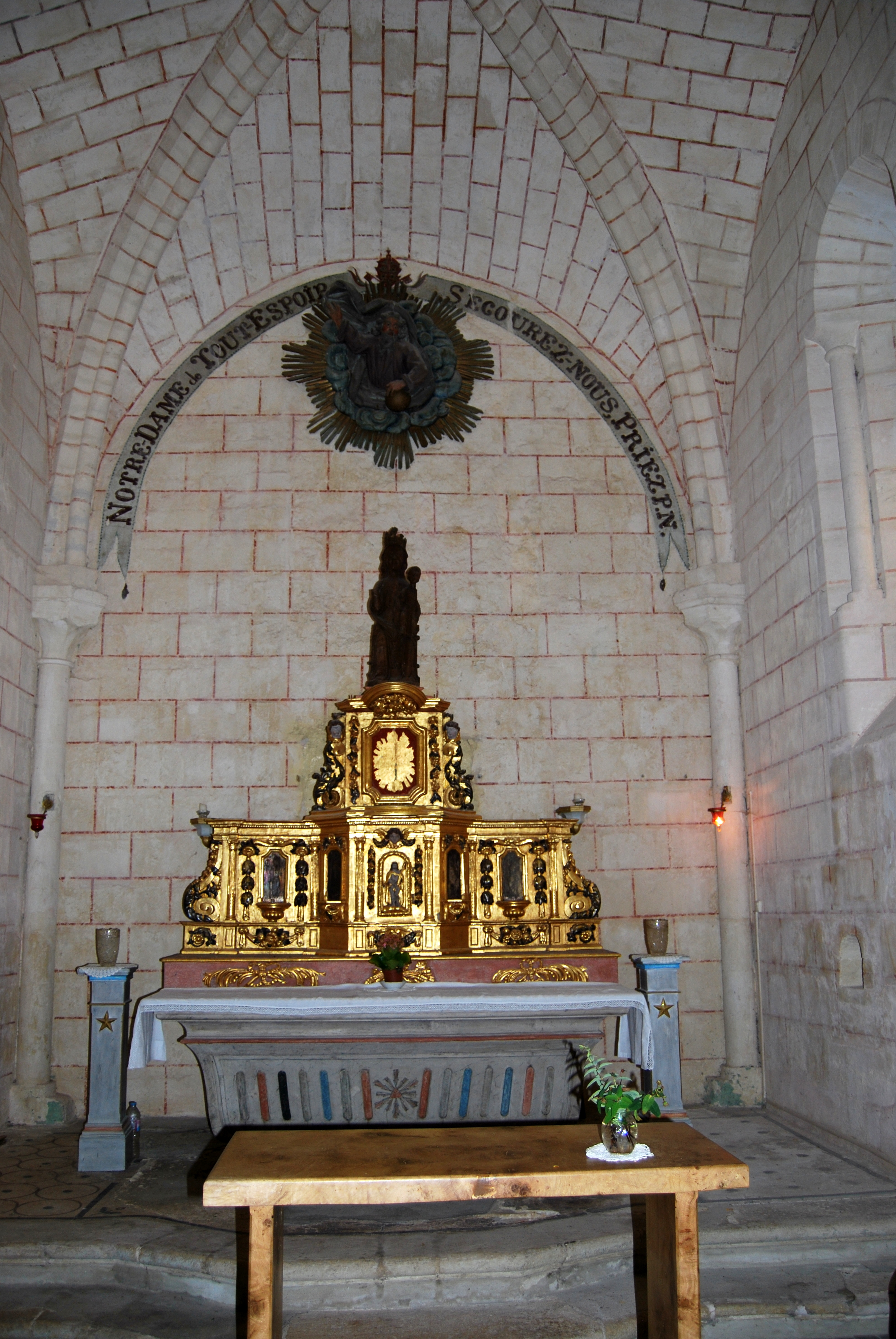
Autel majeur
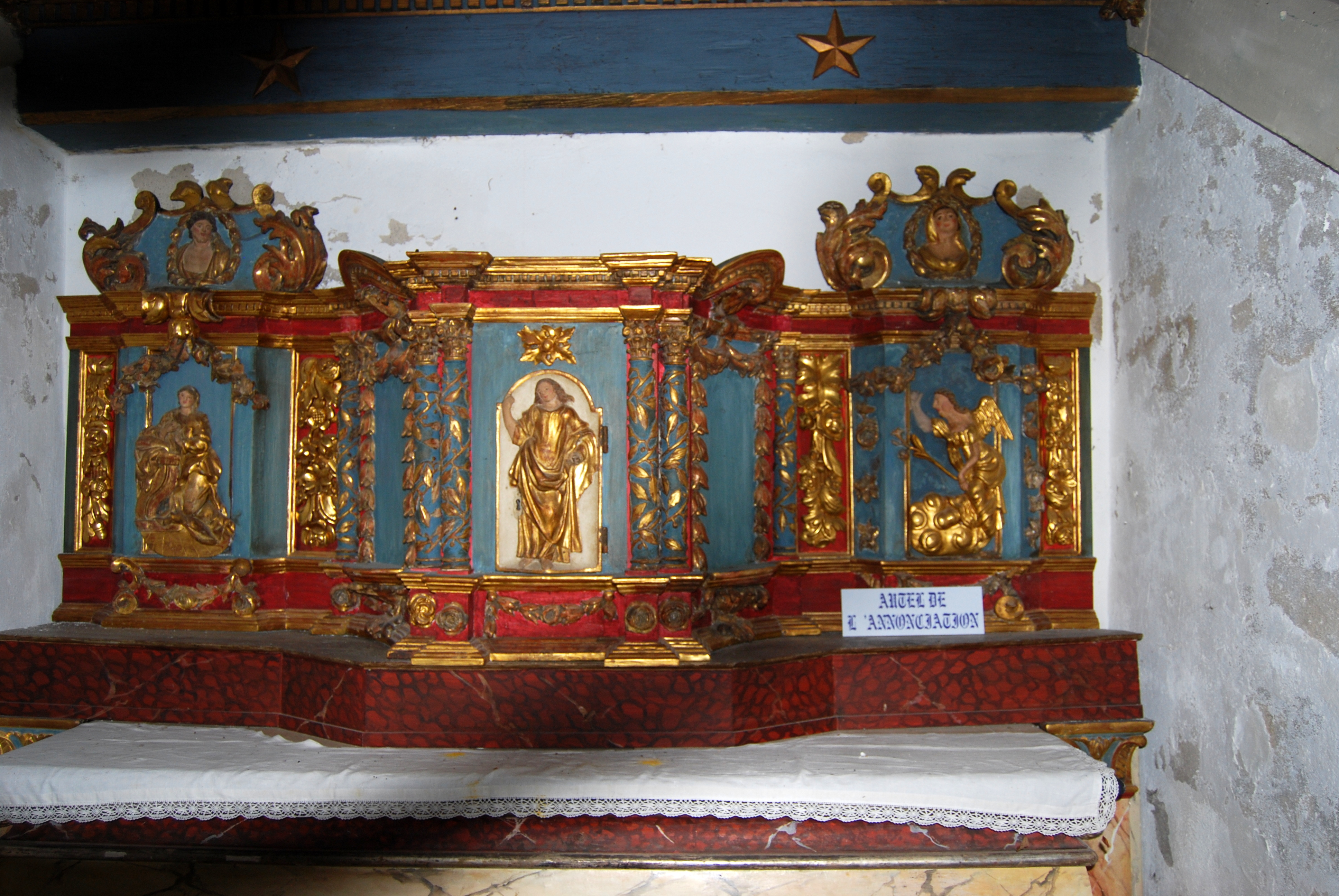
Autel
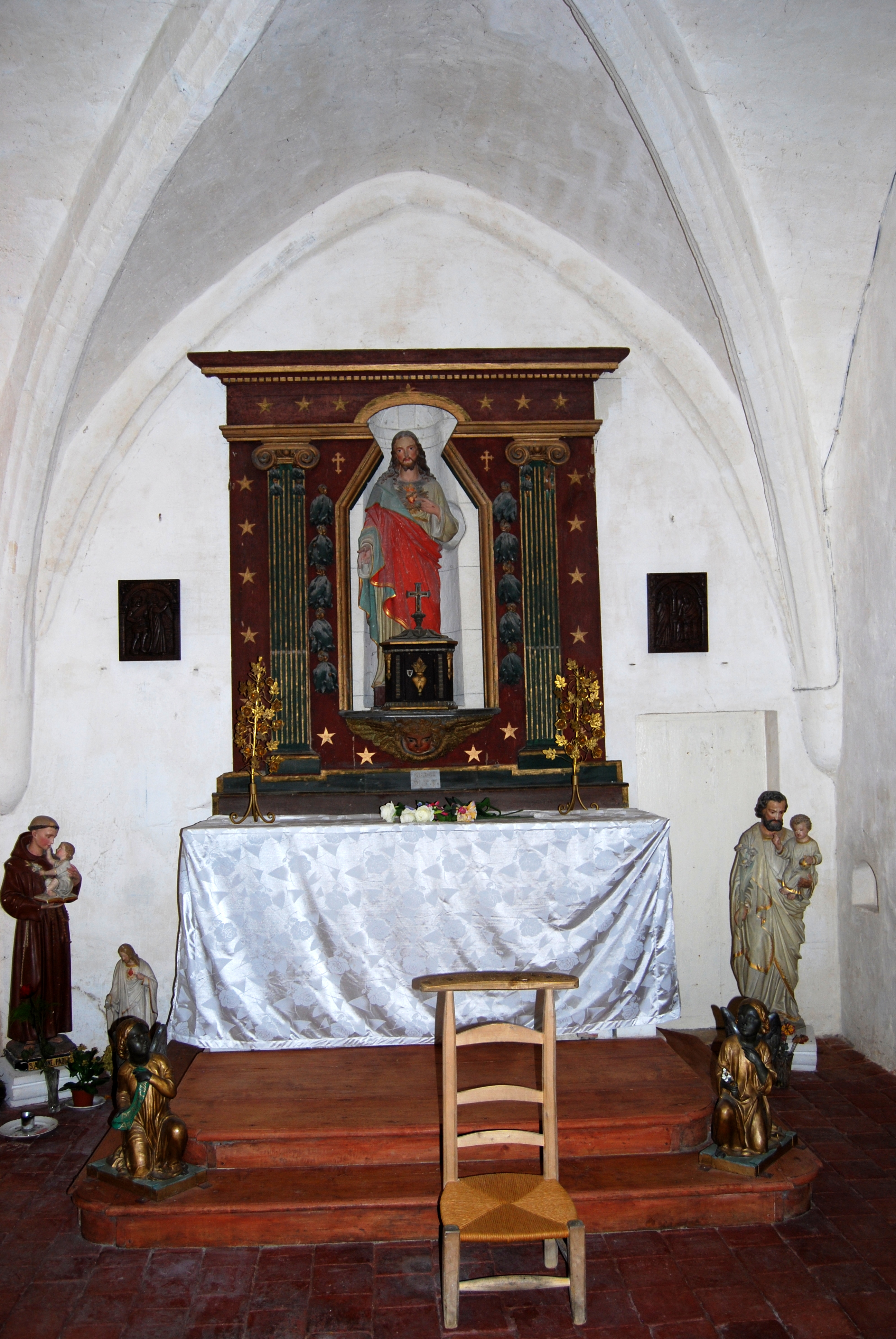
Autel bas-côté nord

Les fonts

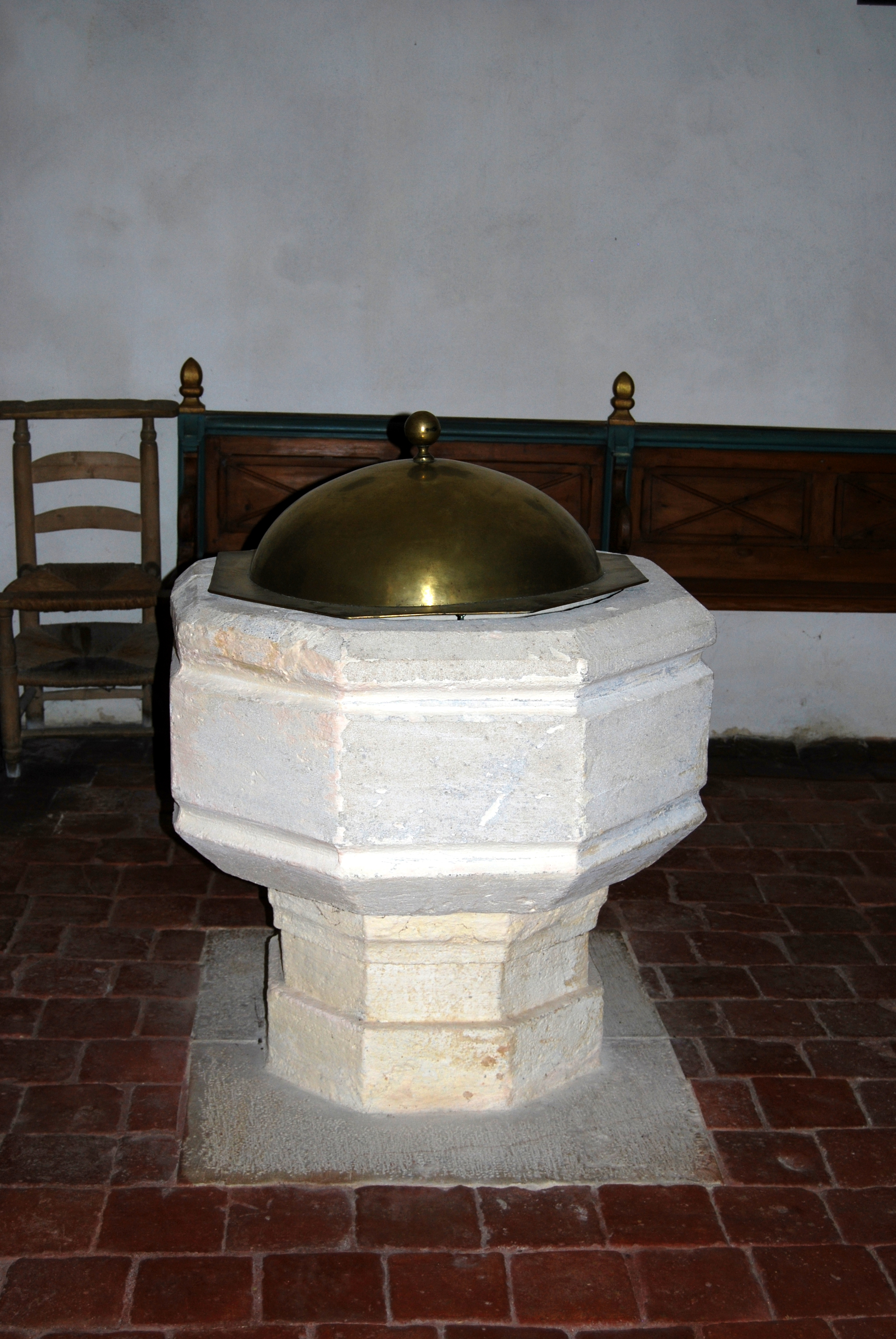
Fonts Baptismaux
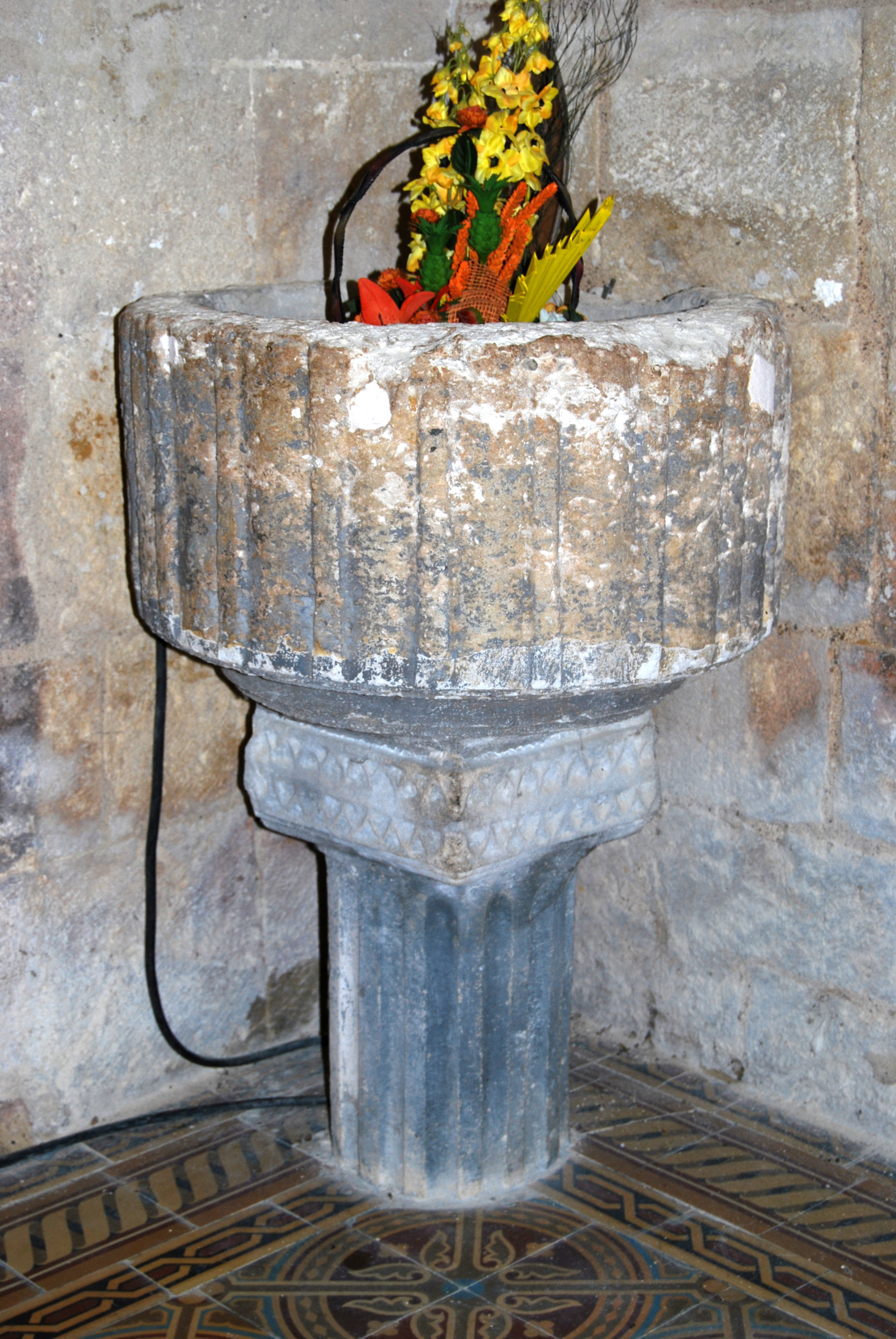
Ancien Fonts Baptismaux
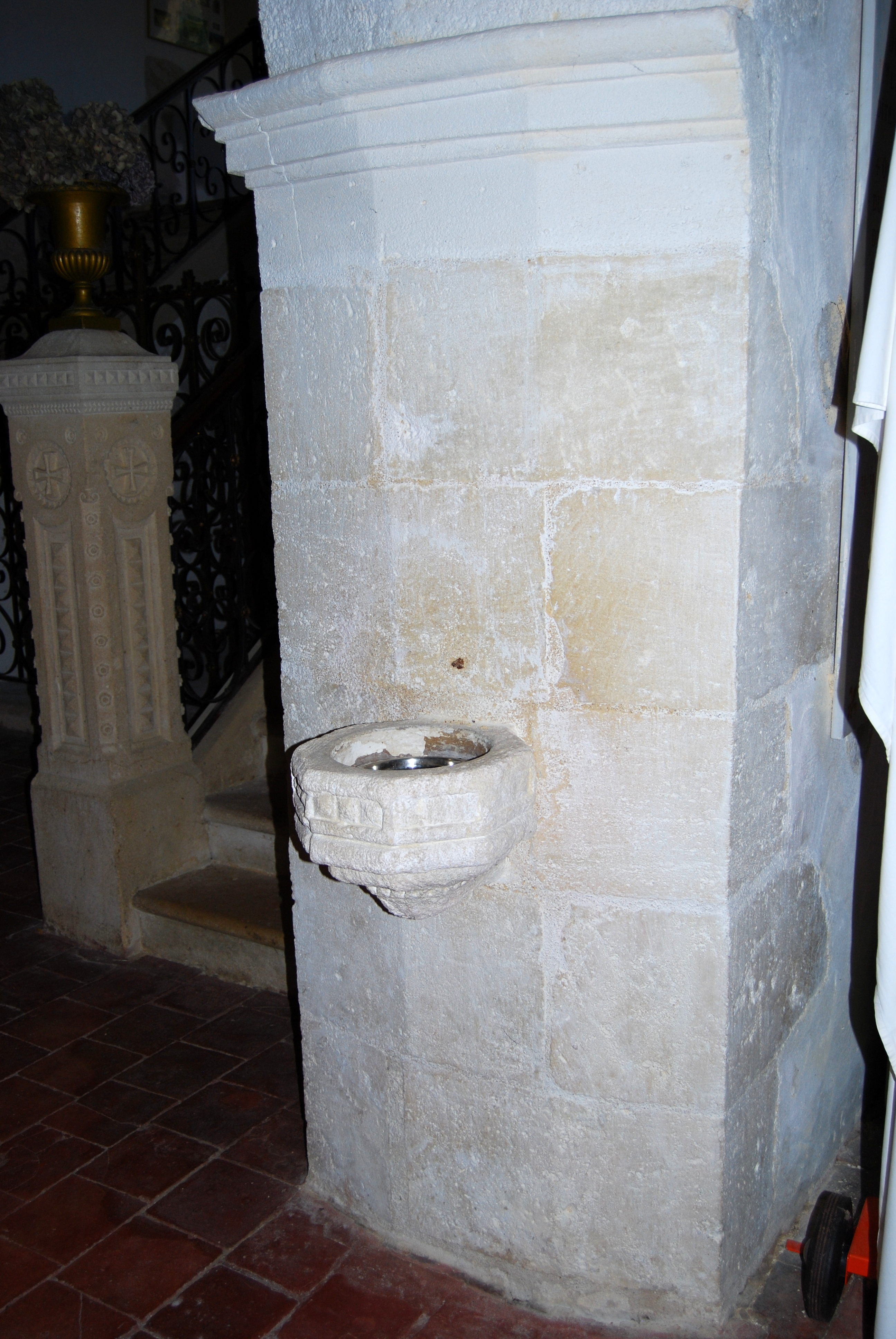
Bénitier